# فهرست خورشیدگرفتگی‌های سده ۲۱ (میلادی)
فهرست خورشیدگرفتگی‌های قرن ۲۱ میلادی
| تاریخ           | زمان بزرگترین گرفتگی (UTC) | دوره ساروس | نوع               | شدت   | طول                | موقعیت                                          | طول مسیر               | منطقه جغرافیایی | منبع(ها) |
| --------------- | -------------------------- | ---------- | ----------------- | ----- | ------------------ | ----------------------------------------------- | ---------------------- | --- | -------- |
| ۲۱ ژوئن ۲۰۰۱    | ۱۲:۰۴:۴۶                   | ۱۲۷        | کامل              | ۱٫۰۵۰ | ۴ دقیقه ۵۷ ثانیه   | ۱۱°۱۸′جنوبی ۲°۴۲′شرقی / ۱۱٫۳°جنوبی ۲٫۷°شرقی     | ۲۰۰ کیلومتر (۱۲۰ مایل) | کامل: آنگولا، زامبیا، زیمبابوه، موزامبیک و ماداگاسکار جزئی: آمریکای جنوبی، آفریقا | [a]      |
| ۱۴ دسامبر ۲۰۰۱  | ۲۰:۵۳:۰۱                   | ۱۳۲        | حلقه‌ای            | ۰٫۹۶۸ | ۳ دقیقه و ۵۳ ثانیه | ۰°۳۶′شمالی ۱۳۰°۴۲′غربی / ۰٫۶°شمالی ۱۳۰٫۷°غربی   | ۱۲۶ کیلومتر (۷۸ مایل)  | حلقه‌ای: نیکاراگوئه و کاستاریکا جزئی: آمریکای شمالی و آمریکای مرکزی، شمال‌غربی آمریکای جنوبی، هاوایی | [a]      |
| ۱۰ ژوئن ۲۰۰۲    | ۲۳:۴۵:۲۲                   | ۱۳۷        | حلقه‌ای            | ۰٫۹۹۶ | ۰ دقیقه و ۲۳ ثانیه | ۳۴°۳۰′شمالی ۱۷۸°۳۶′غربی / ۳۴٫۵°شمالی ۱۷۸٫۶°غربی | ۱۳ کیلومتر (۸٫۱ مایل)  | حلقه‌ای: مانادو، اندونزی، گوآم، جزایر ماریانای شمالی، و پورتو والارتا، مکزیک جزئی: شرق آسیا، شمال‌شرقی استرالیا، آمریکای شمالی، هاوایی | [a]      |
| ۴ دسامبر ۲۰۰۲   | ۰۷:۳۲:۱۶                   | ۱۴۲        | کامل              | ۱٫۰۲۴ | ۲ دقیقه و ۴ ثانیه  | ۳۹°۳۰′جنوبی ۵۹°۳۶′شرقی / ۳۹٫۵°جنوبی ۵۹٫۶°شرقی   | ۸۷ کیلومتر (۵۴ مایل)   | کامل: آنگولا، بوتسوانا، زیمبابوه، جنوب آفریقا، موزامبیک و جنوب استرالیا جزئی: آفریقا، جنوبگان، اندونزی، استرالیا | [a]      |
| ۳۱ مه ۲۰۰۳      | ۰۴:۰۹:۲۲                   | ۱۴۷        | حلقه‌ای            | ۰٫۹۳۸ | ۳ دقیقه و ۳۷ ثانیه | ۶۶°۳۶′شمالی ۲۴°۳۰′غربی / ۶۶٫۶°شمالی ۲۴٫۵°غربی   | —                      | حلقه‌ای: گرینلند، ایسلند، شمال‌شرقی اسکاتلند، جزایر فارو جزئی: شرق اروپا، شمال و غرب آسیا، خاورمیانه، آلاسکا، گرینلند و شمال‌غربی کانادا | [a]      |
| ۲۳ نوامبر ۲۰۰۳  | ۲۲:۵۰:۲۲                   | ۱۵۲        | کامل              | ۱٫۰۳۸ | ۱ دقیقه و ۵۷ ثانیه | ۷۲°۴۲′جنوبی ۸۸°۲۴′شرقی / ۷۲٫۷°جنوبی ۸۸٫۴°شرقی   | ۴۹۵ کیلومتر (۳۰۸ مایل) | کامل: شرق جنوبگان جزئی: استرالیا، نیوزیلند، جنوبگان، شرق شیلی و آرژانتین | [a]      |
| ۱۹ آوریل ۲۰۰۴   | ۱۳:۳۵:۰۵                   | ۱۱۹        | جزئی              | ۰٫۷۳۷ | —                  | ۶۱°۳۶′جنوبی ۴۴°۱۸′شرقی / ۶۱٫۶°جنوبی ۴۴٫۳°شرقی   | —                      | جزئی: شبه‌جزیره جنوبگان، شرق جنوبگان، جنوب آفریقا | [a]      |
| ۱۴ اکتبر ۲۰۰۴   | ۰۳:۰۰:۲۳                   | ۱۲۴        | جزئی              | ۰٫۹۲۸ | —                  | ۶۱°۱۲′شمالی ۱۵۳°۴۲′غربی / ۶۱٫۲°شمالی ۱۵۳٫۷°غربی | —                      | جزئی: شرق روسیه، مغولستان، شمال‌شرقی جمهوری خلق چین، کره، ژاپن، هاوایی، غرب آلاسکا | [a]      |
| ۸ آوریل ۲۰۰۵    | ۲۰:۳۶:۵۱                   | ۱۲۹        | مرکب              | ۱٫۰۰۷ | ۰ دقیقه و ۴۲ ثانیه | ۱۰°۳۶′جنوبی ۱۱۹°۰۰′غربی / ۱۰٫۶°جنوبی ۱۱۹٫۰°غربی | ۲۷ کیلومتر (۱۷ مایل)   | مرکب: ونزوئلا، کلمبیا، پاناما، جنوب شرقی پولینزی فرانسه جزئی: آرام، مکزیک، آمریکای مرکزی، کارائیب، غرب آمریکای جنوبی، نیوزیلند، غرب جنوبگان | [a]      |
| ۳ اکتبر ۲۰۰۵    | ۱۰:۳۲:۴۷                   | ۱۳۴        | حلقه‌ای            | ۰٫۹۵۸ | ۴ دقیقه و ۳۲ ثانیه | ۱۲°۵۴′شمالی ۲۸°۴۲′شرقی / ۱۲٫۹°شمالی ۲۸٫۷°شرقی   | ۱۶۲ کیلومتر (۱۰۱ مایل) | حلقه‌ای: پرتغال، اسپانیا، الجزایر، تونس، لیبی، چاد، سودان، کنیا و سومالی جزئی: آفریقا، اروپا، غرب آسیا، خاورمیانه و هند | [a]      |
| ۲۹ مارس ۲۰۰۶    | ۱۰:۱۲:۲۳                   | ۱۳۹        | کامل              | ۱٫۰۵۲ | ۴ دقیقه و ۷ ثانیه  | ۲۳°۱۲′شمالی ۱۶°۴۲′شرقی / ۲۳٫۲°شمالی ۱۶٫۷°شرقی   | ۱۰۴ کیلومتر (۶۵ مایل)  | کامل: برزیل، غنا، توگو، بنین، نیجریه، نیجر، لیبی، شمال‌غرب مصر، ترکیه، گرجستان، جنوب روسیه و قزاقستان جزئی: شمال آفریقا، مرکز آفریقا، شرق برزیل، مرکز آسیا، خاورمیانه، هند و اروپا                                                                                           | [a]      |
| ۲۲ سپتامبر ۲۰۰۶ | ۱۱:۴۱:۱۶                   | ۱۴۴        | حلقه‌ای            | ۰٫۹۳۵ | ۷ دقیقه و ۹ ثانیه  | ۲۰°۳۶′جنوبی ۹°۰۶′غربی / ۲۰٫۶°جنوبی ۹٫۱°غربی     | ۲۶۱ کیلومتر (۱۶۲ مایل) | حلقه‌ای: گویان، سورینام و گویان فرانسه جزئی: آمریکای جنوبی، غرب آفریقا، جنوب آفریقا، جنوبگان، شرق جنوبگان | [a]      |
| ۱۹ مارس ۲۰۰۷    | ۰۲:۳۲:۵۷                   | ۱۴۹        | جزئی              | ۰٫۸۷۶ | —                  | ۶۱°۰۰′شمالی ۵۵°۳۰′شرقی / ۶۱٫۰°شمالی ۵۵٫۵°شرقی   | —                      | جزئی: آسیا، غرب آلاسکا | [a]      |
| ۱۱ سپتامبر ۲۰۰۷ | ۱۲:۳۲:۲۴                   | ۱۵۴        | جزئی              | ۰٫۷۵۱ | —                  | ۶۱°۰۰′جنوبی ۹۰°۱۲′غربی / ۶۱٫۰°جنوبی ۹۰٫۲°غربی   | —                      | جزئی: مرکز و جنوب آمریکای جنوبی، شبه‌جزیره جنوبگان، شرق جنوبگان، جنوب اطلس | [a]      |
| ۷ فوریه ۲۰۰۸    | ۰۳:۵۶:۱۰                   | ۱۲۱        | حلقه‌ای            | ۰٫۹۶۵ | ۲ دقیقه و ۱۲ ثانیه | ۶۷°۳۶′جنوبی ۱۵۰°۳۰′غربی / ۶۷٫۶°جنوبی ۱۵۰٫۵°غربی | ۴۴۴ کیلومتر (۲۷۶ مایل) | حلقه‌ای: غرب جنوبگان جزئی: جنوبگان، جنوب شرقی استرالیا، زلاندنو، جنوب شرقی ملانزی، جنوب شرقی میکرونزی، جنوب شرقی پولینزی | [a]      |
| ۱ اوت ۲۰۰۸      | ۱۰:۲۲:۱۲                   | ۱۲۶        | کامل              | ۱٫۰۳۹ | ۲ دقیقه و ۲۷ ثانیه | ۶۵°۴۲′شمالی ۷۲°۱۸′شرقی / ۶۵٫۷°شمالی ۷۲٫۳°شرقی   | ۲۳۷ کیلومتر (۱۴۷ مایل) | کامل: نوناووت، شمال گرینلند، مرکز روسیه، غرب مغولستان، غرب چین جزئی: نووا اسکوشیا، جزیره پرینس ادواردز، نیو برانزویک، کبک، نوناووت، گرینلند، اروپای شمالی، آسیا | [a]      |
| ۲۶ ژانویه ۲۰۰۹  | ۰۷:۵۹:۴۵                   | ۱۳۱        | حلقه‌ای            | ۰٫۹۲۸ | ۷ دقیقه و ۵۴ ثانیه | ۳۴°۰۶′جنوبی ۷۰°۱۲′شرقی / ۳۴٫۱°جنوبی ۷۰٫۲°شرقی   | ۲۸۰ کیلومتر (۱۷۰ مایل) | حلقه‌ای: جنوب شرقی سوماترا، جاکارتا و بورنئو جزئی: جنوب آفریقا، شرق جنوبگان، جنوب شرق آسیا، فیلیپین، استرالیا | [a]      |
| ۲۲ ژوئیه ۲۰۰۹   | ۰۲:۳۶:۲۵                   | ۱۳۶        | کامل              | ۱٫۰۸۰ | ۶ دقیقه و ۳۹ ثانیه | ۲۴°۱۲′شمالی ۱۴۴°۰۶′شرقی / ۲۴٫۲°شمالی ۱۴۴٫۱°شرقی | ۲۵۸ کیلومتر (۱۶۰ مایل) | کامل: مرکز و شمال‌شرقی هند، پادشاهی بوتان، بنگلادش، برمه، چین جزئی: جنوب شرقی آسیا، ژاپن، کره جنوبی، فیلیپین، اندونزی، اقیانوس آرام مرکزی و جزایرش | [a]      |
| ۱۵ ژانویه ۲۰۱۰  | ۰۷:۰۷:۳۹                   | ۱۴۱        | حلقه‌ای            | ۰٫۹۱۹ | ۱۱ دقیقه و ۸ ثانیه | ۱°۳۶′شمالی ۶۹°۱۸′شرقی / ۱٫۶°شمالی ۶۹٫۳°شرقی     | ۳۳۳ کیلومتر (۲۰۷ مایل) | حلقه‌ای: آفریقای مرکزی، جمهوری کنگو، اوگاندا، مالدیو، جنوب شرقی هند، سری لانکا، برمه، مرکز چین جزئی: آفریقا، جنوب شرقی اروپا، خاورمیانه، آسیا | [a]      |
| ۱۱ ژوئیه ۲۰۱۰   | ۱۹:۳۴:۳۸                   | ۱۴۶        | کامل              | ۱٫۰۵۸ | ۵ دقیقه و ۲۰ ثانیه | ۱۹°۴۲′جنوبی ۱۲۱°۵۴′غربی / ۱۹٫۷°جنوبی ۱۲۱٫۹°غربی | ۲۵۹ کیلومتر (۱۶۱ مایل) | کامل: جنوب شیلی و آرژانتین، جنوب شرقی پولینزی جزئی: جنوب‌غرب آمریکای جنوبی، پولینزی فرانسه، هاوایی | [a]      |
| ۴ ژانویه ۲۰۱۱   | ۰۸:۵۱:۴۲                   | ۱۵۱        | جزئی              | ۰٫۸۵۸ | —                  | ۶۴°۴۲′شمالی ۲۰°۴۸′شرقی / ۶۴٫۷°شمالی ۲۰٫۸°شرقی   | —                      | جزئی: اروپا، شمال آفریقا، مرکز آسیا، خاورمیانه | [a]      |
| ۱ ژوئن ۲۰۱۱     | ۲۱:۱۷:۱۸                   | ۱۱۸        | جزئی              | ۰٫۶۰۱ | —                  | ۶۷°۴۸′شمالی ۴۶°۴۸′شرقی / ۶۷٫۸°شمالی ۴۶٫۸°شرقی   | —                      | جزئی: ایسلند، شمال کانادا، آلاسکا، شمال‌شرقی آسیا، گرینلند، شمال اسکاندیناوی | [a]      |
| ۱ ژوئیه ۲۰۱۱    | ۰۸:۳۹:۳۰                   | ۱۵۶        | جزئی              | ۰٫۰۹۷ | —                  | ۶۵°۱۲′جنوبی ۲۸°۳۶′شرقی / ۶۵٫۲°جنوبی ۲۸٫۶°شرقی   | —                      | جزئی: جنوب اقیانوس هند نزدیک جنوبگان | [a]      |
| ۲۵ نوامبر ۲۰۱۱  | ۰۶:۲۱:۲۴                   | ۱۲۳        | جزئی              | ۰٫۹۰۵ | —                  | ۶۸°۳۶′جنوبی ۸۲°۲۴′غربی / ۶۸٫۶°جنوبی ۸۲٫۴°غربی   | —                      | جزئی: جنوب‌غرب جنوب آفریقا، جنوبگان، تاسمانی، نیوزیلند | [a]      |
| ۲۰ مه ۲۰۱۲      | ۲۳:۵۳:۵۴                   | ۱۲۸        | حلقه‌ای            | ۰٫۹۴۴ | ۵ دقیقه و ۴۶ ثانیه | ۴۹°۰۶′شمالی ۱۷۶°۱۸′شرقی / ۴۹٫۱°شمالی ۱۷۶٫۳°شرقی | ۲۳۷ کیلومتر (۱۴۷ مایل) | حلقه‌ای: جنوب جمهوری خلق چین، هنگ کنگ، ماکائو، کیوشو، شیکوکو، جنوب هنشو، توکیو، اورگن، کالیفرنیا، نوادا، یوتا، آریزونا، نیومکزیکو، تگزاس جزئی: آرام، شرق آسیا، آمریکای شمالی، هاوایی                                                                                         | [a]      |
| ۱۳ نوامبر ۲۰۱۲  | ۲۲:۱۲:۵۵                   | ۱۳۳        | کامل              | ۱٫۰۵۰ | ۴ دقیقه و ۲ ثانیه  | ۴۰°۰۰′جنوبی ۱۶۱°۱۸′غربی / ۴۰٫۰°جنوبی ۱۶۱٫۳°غربی | ۱۷۹ کیلومتر (۱۱۱ مایل) | کامل: سرزمین آرنهم و مرکز شبه‌جزیره کیپ یورک، استرالیا، جزایر کرمادک، زلاندنو جزئی: استرالیا، نیوزیلند، ملانزی، جنوب شرقی آمریکای جنوبی، جنوب آرام، پولینزی، جنوبگان، غرب جنوبگان                                                                                            | [a]      |
| ۱۰ مه ۲۰۱۳      | ۰۰:۲۶:۲۰                   | ۱۳۸        | حلقه‌ای            | ۰٫۹۵۴ | ۶ دقیقه و ۳ ثانیه  | ۲°۱۲′شمالی ۱۷۵°۳۰′شرقی / ۲٫۲°شمالی ۱۷۵٫۵°شرقی   | ۱۷۳ کیلومتر (۱۰۷ مایل) | حلقه‌ای: غرب استرالیا، قلمرو شمالی و کوئینزلند، استرالیا، جزایر سلیمان، کریباتی جزئی: استرالیا، نیوزیلند، اقیانوس آرام مرکزی، هاوایی، اندونزی | [a]      |
| ۳ نوامبر ۲۰۱۳   | ۱۲:۴۷:۳۶                   | ۱۴۳        | مرکب              | ۱٫۰۱۶ | ۱ دقیقه و ۴۰ ثانیه | ۳°۳۰′شمالی ۱۱°۴۲′غربی / ۳٫۵°شمالی ۱۱٫۷°غربی     | ۵۸ کیلومتر (۳۶ مایل)   | مرکب: گابن، جمهوری کنگو، جمهوری کنگو، اوگاندا، کنیا، اتیوپی جزئی: شرق آمریکا، شرق کانادا، کارائیب، شرق آمریکای جنوبی، جنوب اروپا، آفریقا | [a]      |
| ۲۹ آوریل ۲۰۱۴   | ۰۶:۰۴:۳۳                   | ۱۴۸        | حلقه‌ای (غیرمرکزی) | ۰٫۹۸۷ | —                  | ۷۰°۳۶′جنوبی ۱۳۱°۱۸′شرقی / ۷۰٫۶°جنوبی ۱۳۱٫۳°شرقی | —                      | حلقه‌ای: غرب سرزمین ویلکیز جزئی: جنوب اقیانوس هند، استرالیا، شرق جنوبگان | [a]      |
| ۲۳ اکتبر ۲۰۱۴   | ۲۱:۴۵:۳۹                   | ۱۵۳        | جزئی              | ۰٫۸۱۱ | —                  | ۷۱°۱۲′شمالی ۹۷°۱۲′غربی / ۷۱٫۲°شمالی ۹۷٫۲°غربی   | —                      | جزئی: شمال آرام، آمریکای شمالی، مکزیک، شرق روسیه | [a]      |
| ۲۰ مارس ۲۰۱۵    | ۰۹:۴۶:۴۷                   | ۱۲۰        | کامل              | ۱٫۰۴۵ | ۲ دقیقه و ۴۷ ثانیه | ۶۴°۲۴′شمالی ۶°۳۶′غربی / ۶۴٫۴°شمالی ۶٫۶°غربی     | ۴۶۳ کیلومتر (۲۸۸ مایل) | کامل: جزایر فارو، سوالبارد، شمال اطلس، قطب شمال جزئی: گرینلند، اروپا، آسیای مرکزی، غرب روسیه | [a]      |
| ۱۳ سپتامبر ۲۰۱۵ | ۰۶:۵۵:۱۹                   | ۱۲۵        | جزئی              | ۰٫۷۸۸ | —                  | ۷۲°۰۶′جنوبی ۲°۱۸′غربی / ۷۲٫۱°جنوبی ۲٫۳°غربی     | —                      | جزئی: جنوب آفریقا، جنوب اقیانوس هند، شرق جنوبگان | [a]      |
| ۹ مارس ۲۰۱۶     | ۰۱:۵۸:۱۹                   | ۱۳۰        | کامل              | ۱٫۰۴۵ | ۴ دقیقه ۹ ثانیه    | ۱۰°۰۶′شمالی ۱۴۸°۴۸′شرقی / ۱۰٫۱°شمالی ۱۴۸٫۸°شرقی | ۱۵۵ کیلومتر (۹۶ مایل)  | کامل: اندونزی، میکرونزی، جزایر مارشال جزئی: جنوب شرقی آسیا، کره، ژاپن، شرق روسیه، آلاسکا، شمال‌غربی استرالیا، هاوایی، آرام | [a]      |
| ۱ سپتامبر ۲۰۱۶  | ۰۹:۰۸:۰۲                   | ۱۳۵        | حلقه‌ای            | ۰٫۹۷۴ | ۳ دقیقه ۶ ثانیه    | ۱۰°۴۲′جنوبی ۳۷°۴۸′شرقی / ۱۰٫۷°جنوبی ۳۷٫۸°شرقی   | ۱۰۰ کیلومتر (۶۲ مایل)  | حلقه‌ای: اطلس، مرکز آفریقا، ماداگاسکار، هند جزئی: آفریقا، اقیانوس هند | [a]      |
| ۲۶ فوریه ۲۰۱۷   | ۱۴:۵۴:۳۳                   | ۱۴۰        | حلقه‌ای            | ۰٫۹۹۲ | ۰ دقیقه ۴۴ ثانیه   | ۳۴°۴۲′جنوبی ۳۱°۱۲′غربی / ۳۴٫۷°جنوبی ۳۱٫۲°غربی   | ۳۱ کیلومتر (۱۹ مایل)   | حلقه‌ای: جنوب شیلی و آرژانتین، آنگولا، جنوب‌غرب استان کاتانگا جزئی: جنوب و غرب آفریقا، جنوب آمریکای جنوبی، جنوبگان | [a]      |
| ۲۱ اوت ۲۰۱۷     | ۱۸:۲۶:۴۰                   | ۱۴۵        | کامل              | ۱٫۰۳۱ | ۲ دقیقه ۴۰ ثانیه   | ۳۷°۰۰′شمالی ۸۷°۴۲′غربی / ۳۷٫۰°شمالی ۸۷٫۷°غربی   | ۱۱۵ کیلومتر (۷۱ مایل)  | کامل: اورگن، آیداهو، وایومینگ، نبراسکا، شمال‌شرقی کانزاس، میسوری، جنوب ایلی‌نوی، غرب کنتاکی، تنسی، جنوب‌غرب کارولینای شمالی، شمال‌شرقی جورجیا، کارولینای جنوبی جزئی: آمریکای شمالی، هاوایی، گرینلند، ایسلند، جزایر بریتانیا، پرتغال، آمریکای مرکزی، کارائیب، شمال آمریکای جنوبی | [a]      |
| ۱۵ فوریه ۲۰۱۸   | ۲۰:۵۲:۳۳                   | ۱۵۰        | جزئی              | ۰٫۵۹۹ | —                  | ۷۱°۰۰′جنوبی ۰°۳۶′شرقی / ۷۱٫۰°جنوبی ۰٫۶°شرقی     | —                      | جزئی: جنوبگان، جنوب آمریکای جنوبی | [a]      |
| ۱۳ ژوئیه ۲۰۱۸   | ۰۳:۰۲:۱۶                   | ۱۱۷        | جزئی              | ۰٫۳۳۶ | —                  | ۶۷°۵۴′جنوبی ۱۲۷°۲۴′شرقی / ۶۷٫۹°جنوبی ۱۲۷٫۴°شرقی | —                      | جزئی: جنوب استرالیا، ویکتوریا، تاسمانی، اقیانوس هند | [a]      |
| ۱۱ اوت ۲۰۱۸     | ۰۹:۴۷:۲۸                   | ۱۵۵        | جزئی              | ۰٫۷۳۷ | —                  | ۷۰°۲۴′شمالی ۱۷۴°۳۰′شرقی / ۷۰٫۴°شمالی ۱۷۴٫۵°شرقی | —                      | جزئی: شمال‌شرقی کانادا، گرینلند، ایسلند، اقیانوس منجمد شمالی، اسکاندیناوی، شمال جزایر بریتانیا، روسیه، آسیای شمالی | [a]      |
| ۶ ژانویه ۲۰۱۹   | ۰۱:۴۲:۳۸                   | ۱۲۲        | جزئی              | ۰٫۷۱۵ | —                  | ۶۷°۲۴′شمالی ۱۵۳°۳۶′شرقی / ۶۷٫۴°شمالی ۱۵۳٫۶°شرقی | —                      | جزئی: شمال‌شرقی آسیا، جنوب‌غربی آلاسکا، جزایر الوشن | [a]      |
| ۲ ژوئیه ۲۰۱۹    | ۱۹:۲۴:۰۸                   | ۱۲۷        | کامل              | ۱٫۰۴۶ | ۴ دقیقه ۳۳ ثانیه   | ۱۷°۲۴′جنوبی ۱۰۹°۰۰′غربی / ۱۷٫۴°جنوبی ۱۰۹٫۰°غربی | ۲۰۱ کیلومتر (۱۲۵ مایل) | کامل: مرکز آرژانتین و شیلی، مجمع‌الجزایر تواموتو جزئی: آمریکای جنوبی، جزیره ایستر، جزایر گالاپاگوس، جنوب آمریکای مرکزی، پولینزی | [a]      |
| ۲۶ دسامبر ۲۰۱۹  | ۰۵:۱۸:۵۳                   | ۱۳۲        | حلقه‌ای            | ۰٫۹۷۰ | ۳ دقیقه ۴۰ ثانیه   | ۱°۰۰′شمالی ۱۰۲°۱۸′شرقی / ۱٫۰°شمالی ۱۰۲٫۳°شرقی   | ۱۱۸ کیلومتر (۷۳ مایل)  | حلقه‌ای: شمال‌شرقی عربستان سعودی، بحرین، قطر، امارات متحده عربی، عمان، جنوب هند، سری لانکا، شمال سوماترا، جنوب مالزی، سنگاپور، بورنئو، مرکز اندونزی، پالائو، میکرونزی، گوآم جزئی: آسیا، غرب ملانزی، شمال‌غربی استرالیا، خاورمیانه، شرق آفریقا                                  | [a]      |
| ۲۱ ژوئن ۲۰۲۰    | ۰۶:۴۱:۱۵                   | ۱۳۷        | حلقه‌ای            | ۰٫۹۹۴ | ۰ دقیقه ۳۸ ثانیه   | ۳۰°۳۰′شمالی ۷۹°۴۲′شرقی / ۳۰٫۵°شمالی ۷۹٫۷°شرقی   | ۲۱ کیلومتر (۱۳ مایل)   | حلقه‌ای: جمهوری دموکراتیک کنگو، سودان، اتیوپی، اریتره، یمن، ربع‌الخالی، عمان، غرب پاکستان، شمال هند، دهلی نو، تبت، جنوب چین، چونگ‌کینگ، تایوان جزئی: آسیا، جنوب شرقی اروپا، آفریقا، خاورمیانه، غرب ملانزی، استرالیای غربی، قلمرو شمالی، شبه‌جزیره کیپ یورک                      | [a]      |
| ۱۴ دسامبر ۲۰۲۰  | ۱۶:۱۴:۳۹                   | ۱۴۲        | کامل              | ۱٫۰۲۵ | ۲ دقیقه ۱۰ ثانیه   | ۴۰°۱۸′جنوبی ۶۷°۵۴′غربی / ۴۰٫۳°جنوبی ۶۷٫۹°غربی   | ۹۰ کیلومتر (۵۶ مایل)   | کامل: جنوب شیلی و آرژانتین، کریباتی، پولینزی جزئی: مرکز و جنوب آمریکای جنوبی، جنوب‌غربی آفریقا، غرب سرزمین شهبانو مود | [a]      |
| ۱۰ ژوئن ۲۰۲۱    | ۱۰:۴۳:۰۷                   | ۱۴۷        | حلقه‌ای            | ۰٫۹۴۳ | ۳ دقیقه ۵۱ ثانیه   | ۸۰°۴۸′شمالی ۶۶°۴۸′غربی / ۸۰٫۸°شمالی ۶۶٫۸°غربی   | ۵۲۷ کیلومتر (۳۲۷ مایل) | حلقه‌ای: شمال کانادا، گرینلند، روسیه جزئی: شمال آمریکای شمالی، اروپا، آسیا | [a]      |
| ۴ دسامبر ۲۰۲۱   | ۰۷:۳۴:۳۸                   | ۱۵۲        | کامل              | ۱٫۰۳۷ | ۱ دقیقه ۵۴ ثانیه   | ۷۶°۴۸′جنوبی ۴۶°۱۲′غربی / ۷۶٫۸°جنوبی ۴۶٫۲°غربی   | ۴۱۹ کیلومتر (۲۶۰ مایل) | کامل: جنوبگان جزئی: جنوب آفریقا، جنوب اطلس | [a]      |
| ۳۰ آوریل ۲۰۲۲   | ۲۰:۴۲:۳۶                   | ۱۱۹        | جزئی              | ۰٫۶۴۰ | —                  | ۶۲°۰۶′جنوبی ۷۱°۳۰′غربی / ۶۲٫۱°جنوبی ۷۱٫۵°غربی   | —                      | جزئی: جنوب شرقی آرام، جنوب آمریکای جنوبی | [a]      |
| ۲۵ اکتبر ۲۰۲۲   | ۱۱:۰۱:۲۰                   | ۱۲۴        | جزئی              | ۰٫۸۶۲ | —                  | ۶۱°۳۶′شمالی ۷۷°۲۴′شرقی / ۶۱٫۶°شمالی ۷۷٫۴°شرقی   | —                      | جزئی: اروپا، شمال‌شرق آفریقا، خاورمیانه، غرب آسیا | [a]      |
| ۲۰ آوریل ۲۰۲۳   | ۰۴:۱۷:۵۶                   | ۱۲۹        | مرکب              | ۱٫۰۱۳ | ۱ دقیقه ۱۶ ثانیه   | ۹°۳۶′جنوبی ۱۲۵°۴۸′شرقی / ۹٫۶°جنوبی ۱۲۵٫۸°شرقی   | ۴۹ کیلومتر (۳۰ مایل)   | مرکب: اندونزی، استرالیا، پاپوآ گینه نو جزئی: جنوب شرقی آسیا، فیلیپین، نیوزیلند | [a]      |
| ۱۴ اکتبر ۲۰۲۳   | ۱۸:۰۰:۴۱                   | ۱۳۴        | حلقه‌ای            | ۰٫۹۵۲ | ۵ دقیقه ۱۷ ثانیه   | ۱۱°۲۴′شمالی ۸۳°۰۶′غربی / ۱۱٫۴°شمالی ۸۳٫۱°غربی   | ۱۸۷ کیلومتر (۱۱۶ مایل) | حلقه‌ای: غرب ایالات متحده آمریکا، آمریکای مرکزی، کلمبیا، برزیل جزئی: آمریکای شمالی، آمریکای مرکزی، آمریکای جنوبی | [a]      |
| ۸ آوریل ۲۰۲۴    | ۱۸:۱۸:۲۹                   | ۱۳۹        | کامل              | ۱٫۰۵۷ | ۴ دقیقه ۲۸ ثانیه   | ۲۵°۱۸′شمالی ۱۰۴°۰۶′غربی / ۲۵٫۳°شمالی ۱۰۴٫۱°غربی | ۱۹۸ کیلومتر (۱۲۳ مایل) | کامل: مکزیک، مرکز ایالات متحده آمریکا، شرق کانادا جزئی: آمریکای شمالی، آمریکای مرکزی | [a]      |
| ۲ اکتبر ۲۰۲۴    | ۱۸:۴۶:۱۳                   | ۱۴۴        | حلقه‌ای            | ۰٫۹۳۳ | ۷ دقیقه ۲۵ ثانیه   | ۲۲°۰۰′جنوبی ۱۱۴°۳۰′غربی / ۲۲٫۰°جنوبی ۱۱۴٫۵°غربی | ۲۶۶ کیلومتر (۱۶۵ مایل) | حلقه‌ای: جنوب شیلی، جنوب آرژانتین جزئی: آرام، جنوب آمریکای جنوبی | [a]      |
| ۲۹ مارس ۲۰۲۵    | ۱۰:۴۸:۳۶                   | ۱۴۹        | جزئی              | ۰٫۹۳۸ | —                  | ۶۱°۰۶′شمالی ۷۷°۰۶′غربی / ۶۱٫۱°شمالی ۷۷٫۱°غربی   | —                      | جزئی: شمال‌غرب آفریقا، اروپا، شمال روسیه | [a]      |
| ۲۱ سپتامبر ۲۰۲۵ | ۱۹:۴۳:۰۴                   | ۱۵۴        | جزئی              | ۰٫۸۵۵ | —                  | ۶۰°۵۴′جنوبی ۱۵۳°۳۰′شرقی / ۶۰٫۹°جنوبی ۱۵۳٫۵°شرقی | —                      | جزئی: جنوب آرام، نیوزیلند، جنوبگان | [a]      |
| ۱۷ فوریه ۲۰۲۶   | ۱۲:۱۳:۰۶                   | ۱۲۱        | حلقه‌ای            | ۰٫۹۶۳ | ۲ دقیقه ۲۰ ثانیه   | ۶۴°۴۲′جنوبی ۸۶°۴۸′شرقی / ۶۴٫۷°جنوبی ۸۶٫۸°شرقی   | ۶۱۶ کیلومتر (۳۸۳ مایل) | حلقه‌ای: جنوبگان جزئی: جنوب آرژانتین، شیلی، جنوب آفریقا، جنوبگان | [a]      |
| ۱۲ اوت ۲۰۲۶     | ۱۷:۴۷:۰۶                   | ۱۲۶        | کامل              | ۱٫۰۳۹ | ۲ دقیقه ۱۸ ثانیه   | ۶۵°۱۲′شمالی ۲۵°۱۲′غربی / ۶۵٫۲°شمالی ۲۵٫۲°غربی   | ۲۹۴ کیلومتر (۱۸۳ مایل) | کامل: شمالگان، گرینلند، ایسلند، اسپانیا، شمال‌شرقی پرتغال جزئی: شمال آمریکای شمالی، غرب آفریقا، اروپا | [a]      |
| ۶ فوریه ۲۰۲۷    | ۱۶:۰۰:۴۸                   | ۱۳۱        | حلقه‌ای            | ۰٫۹۲۸ | ۷ دقیقه ۵۱ ثانیه   | ۳۱°۱۸′جنوبی ۴۸°۳۰′غربی / ۳۱٫۳°جنوبی ۴۸٫۵°غربی   | ۲۸۲ کیلومتر (۱۷۵ مایل) | حلقه‌ای: شیلی، آرژانتین، اطلس جزئی: آمریکای جنوبی، جنوبگان، غرب و جنوب آفریقا | [a]      |
| ۲ اوت ۲۰۲۷      | ۱۰:۰۷:۵۰                   | ۱۳۶        | کامل              | ۱٫۰۷۹ | ۶ دقیقه ۲۳ ثانیه   | ۲۵°۳۰′شمالی ۳۳°۱۲′شرقی / ۲۵٫۵°شمالی ۳۳٫۲°شرقی   | ۲۵۸ کیلومتر (۱۶۰ مایل) | کامل: مراکش، اسپانیا، الجزایر، لیبی، مصر، عربستان سعودی، یمن، سومالی جزئی: آفریقا، اروپا، خاورمیانه، غرب و جنوب آسیا | [a]      |
| ۲۶ ژانویه ۲۰۲۸  | ۱۵:۰۸:۵۹                   | ۱۴۱        | حلقه‌ای            | ۰٫۹۲۱ | ۱۰ دقیقه ۲۷ ثانیه  | ۳°۰۰′شمالی ۵۱°۳۰′غربی / ۳٫۰°شمالی ۵۱٫۵°غربی     | ۳۲۳ کیلومتر (۲۰۱ مایل) | حلقه‌ای: اکوادور، پرو، برزیل، سورینام، اسپانیا، پرتغال جزئی: شرق آمریکای شمالی، مرکز آمریکای جنوبی، غرب اروپا، شمال‌غرب آفریقا | [a]      |
| ۲۲ ژوئیه ۲۰۲۸   | ۰۲:۵۶:۴۰                   | ۱۴۶        | کامل              | ۱٫۰۵۶ | ۵ دقیقه ۱۰ ثانیه   | ۱۵°۳۶′جنوبی ۱۲۶°۴۲′شرقی / ۱۵٫۶°جنوبی ۱۲۶٫۷°شرقی | ۲۳۰ کیلومتر (۱۴۰ مایل) | کامل: استرالیا، زلاندنو جزئی: جنوب شرقی آسیا | [a]      |
| ۱۴ ژانویه ۲۰۲۹  | ۱۷:۱۳:۴۸                   | ۱۵۱        | جزئی              | ۰٫۸۷۱ | —                  | ۶۳°۴۲′شمالی ۱۱۴°۱۲′غربی / ۶۳٫۷°شمالی ۱۱۴٫۲°غربی | —                      | جزئی: آمریکای شمالی، آمریکای مرکزی | [a]      |
| ۱۲ ژوئن ۲۰۲۹    | ۰۴:۰۶:۱۳                   | ۱۱۸        | جزئی              | ۰٫۴۵۸ | —                  | ۶۶°۴۸′شمالی ۶۶°۱۲′غربی / ۶۶٫۸°شمالی ۶۶٫۲°غربی   | —                      | جزئی: شمالگان، اسکاندیناوی، آلاسکا، شمال آسیا، شمال کانادا | [a]      |
| ۱۱ ژوئیه ۲۰۲۹   | ۱۵:۳۷:۱۹                   | ۱۵۶        | جزئی              | ۰٫۲۳۰ | —                  | ۶۴°۱۸′جنوبی ۸۵°۳۶′غربی / ۶۴٫۳°جنوبی ۸۵٫۶°غربی   | —                      | جزئی: جنوب شیلی، جنوب آرژانتین | [a]      |
| ۵ دسامبر ۲۰۲۹   | ۱۵:۰۳:۵۸                   | ۱۲۳        | جزئی              | ۰٫۸۹۱ | —                  | ۶۷°۳۰′جنوبی ۱۳۵°۴۲′شرقی / ۶۷٫۵°جنوبی ۱۳۵٫۷°شرقی | —                      | جزئی: جنوب آرژانتین، جنوب شیلی، جنوبگان | [a]      |
| ۱ ژوئن ۲۰۳۰     | ۰۶:۲۹:۱۳                   | ۱۲۸        | حلقه‌ای            | ۰٫۹۴۴ | ۵ دقیقه ۲۱ ثانیه   | ۵۶°۳۰′شمالی ۸۰°۰۶′شرقی / ۵۶٫۵°شمالی ۸۰٫۱°شرقی   | ۲۵۰ کیلومتر (۱۶۰ مایل) | حلقه‌ای: الجزایر، تونس، یونان، ترکیه، روسیه، شمال چین، ژاپن جزئی: اروپا، شمال آفریقا، خاورمیانه، آسیا، شمالگان، آلاسکا | [a]      |
| ۲۵ نوامبر ۲۰۳۰  | ۰۶:۵۱:۳۷                   | ۱۳۳        | کامل              | ۱٫۰۴۷ | ۳ دقیقه ۴۴ ثانیه   | ۴۳°۳۶′جنوبی ۷۱°۱۲′شرقی / ۴۳٫۶°جنوبی ۷۱٫۲°شرقی   | ۱۶۹ کیلومتر (۱۰۵ مایل) | کامل: بوتسوانا، جنوب آفریقا، استرالیا جزئی: جنوب آفریقا، جنوب اقیانوس هند، استرالیا، جنوبگان | [a]      |
| ۲۱ مه ۲۰۳۱      | ۰۷:۱۶:۰۴                   | ۱۳۸        | حلقه‌ای            | ۰٫۹۵۹ | ۵ دقیقه ۲۶ ثانیه   | ۸°۵۴′شمالی ۷۱°۴۲′شرقی / ۸٫۹°شمالی ۷۱٫۷°شرقی     | ۱۵۲ کیلومتر (۹۴ مایل)  | حلقه‌ای: آنگولا، جمهوری کنگو، زامبیا، تانزانیا، جنوب اقیانوس هند، مالزی، اندونزی جزئی: آفریقا، جنوب آسیا، استرالیا | [a]      |
| ۱۴ نوامبر ۲۰۳۱  | ۲۱:۰۷:۳۱                   | ۱۴۳        | مرکب              | ۱٫۰۱۱ | ۱ دقیقه ۸ ثانیه    | ۰°۳۶′جنوبی ۱۳۷°۳۶′غربی / ۰٫۶°جنوبی ۱۳۷٫۶°غربی   | ۳۸ کیلومتر (۲۴ مایل)   | مرکب: آرام، پاناما جزئی: جنوب ایالات متحده، آمریکای مرکزی، شمال غربی آمریکای جنوبی | [a]      |
| ۹ مه ۲۰۳۲       | ۱۳:۲۶:۴۲                   | ۱۴۸        | حلقه‌ای            | ۰٫۹۹۶ | ۰ دقیقه ۲۲ ثانیه   | ۵۱°۱۸′جنوبی ۷°۰۶′غربی / ۵۱٫۳°جنوبی ۷٫۱°غربی     | ۴۴ کیلومتر (۲۷ مایل)   | حلقه‌ای: جنوب اطلس جزئی: جنوب آمریکای جنوبی، جنوب آفریقا | [a]      |
| ۳ نوامبر ۲۰۳۲   | ۰۵:۳۴:۱۳                   | ۱۵۳        | جزئی              | ۰٫۸۵۵ | —                  | ۷۰°۲۴′شمالی ۱۳۲°۳۶′شرقی / ۷۰٫۴°شمالی ۱۳۲٫۶°شرقی | —                      | جزئی: آسیا | [a]      |
| ۳۰ مارس ۲۰۳۳    | ۱۸:۰۲:۳۶                   | ۱۲۰        | کامل              | ۱٫۰۴۶ | ۲ دقیقه ۳۷ ثانیه   | ۷۱°۱۸′شمالی ۱۵۵°۴۸′غربی / ۷۱٫۳°شمالی ۱۵۵٫۸°غربی | ۷۸۱ کیلومتر (۴۸۵ مایل) | کامل: شرق روسیه، آلاسکا جزئی: آمریکای شمالی | [a]      |
| ۲۳ سپتامبر ۲۰۳۳ | ۱۳:۵۴:۳۱                   | ۱۲۵        | جزئی              | ۰٫۶۸۹ | —                  | ۷۲°۱۲′جنوبی ۱۲۱°۱۲′غربی / ۷۲٫۲°جنوبی ۱۲۱٫۲°غربی | —                      | جزئی: جنوب آمریکای جنوبی، جنوبگان | [a]      |
| ۲۰ مارس ۲۰۳۴    | ۱۰:۱۸:۴۵                   | ۱۳۰        | کامل              | ۱٫۰۴۶ | ۴ دقیقه ۹ ثانیه    | ۱۶°۰۶′شمالی ۲۲°۱۲′شرقی / ۱۶٫۱°شمالی ۲۲٫۲°شرقی   | ۱۵۹ کیلومتر (۹۹ مایل)  | کامل: نیجریه، کامرون، چاد، سودان، مصر، عربستان سعودی، ایران، افغانستان، پاکستان، هند، چین جزئی: آفریقا، اروپا، west آسیا | [a]      |
| ۱۲ سپتامبر ۲۰۳۴ | ۱۶:۱۹:۲۸                   | ۱۳۵        | حلقه‌ای            | ۰٫۹۷۴ | ۲ دقیقه ۵۸ ثانیه   | ۱۸°۱۲′جنوبی ۷۲°۳۶′غربی / ۱۸٫۲°جنوبی ۷۲٫۶°غربی   | ۱۰۲ کیلومتر (۶۳ مایل)  | حلقه‌ای: شیلی، بولیوی، آرژانتین، پاراگوئه، برزیل جزئی: آمریکای مرکزی، آمریکای جنوبی | [a]      |
| ۹ مارس ۲۰۳۵     | ۲۳:۰۵:۵۴                   | ۱۴۰        | حلقه‌ای            | ۰٫۹۹۲ | ۰ دقیقه ۴۸ ثانیه   | ۲۹°۰۰′جنوبی ۱۵۴°۵۴′غربی / ۲۹٫۰°جنوبی ۱۵۴٫۹°غربی | ۳۱ کیلومتر (۱۹ مایل)   | حلقه‌ای: زلاندنو، آرام جزئی: استرالیا، مکزیک، جنوبگان | [a]      |
| ۲ سپتامبر ۲۰۳۵  | ۰۱:۵۶:۴۶                   | ۱۴۵        | کامل              | ۱٫۰۳۲ | ۲ دقیقه ۵۴ ثانیه   | ۲۹°۰۶′شمالی ۱۵۸°۰۰′شرقی / ۲۹٫۱°شمالی ۱۵۸٫۰°شرقی | ۱۱۶ کیلومتر (۷۲ مایل)  | کامل: چین، کره، ژاپن، آرام جزئی: شرق آسیا، آرام | [a]      |
| ۲۷ فوریه ۲۰۳۶   | ۰۴:۴۶:۴۹                   | ۱۵۰        | جزئی              | ۰٫۶۲۹ | —                  | ۷۱°۳۶′جنوبی ۱۳۱°۲۴′غربی / ۷۱٫۶°جنوبی ۱۳۱٫۴°غربی | —                      | جزئی: جنوبگان، جنوب استرالیا، زلاندنو | [a]      |
| ۲۳ ژوئیه ۲۰۳۶   | ۱۰:۳۲:۰۶                   | ۱۱۷        | جزئی              | ۰٫۱۹۹ | —                  | ۶۸°۵۴′جنوبی ۳°۳۶′شرقی / ۶۸٫۹°جنوبی ۳٫۶°شرقی     | —                      | جزئی: جنوب اطلس | [a]      |
| ۲۱ اوت ۲۰۳۶     | ۱۷:۲۵:۴۵                   | ۱۵۵        | جزئی              | ۰٫۸۶۲ | —                  | ۷۱°۰۶′شمالی ۴۷°۰۰′شرقی / ۷۱٫۱°شمالی ۴۷٫۰°شرقی   | —                      | جزئی: آلاسکا، کانادا، شمالگان، غرب اروپا، شمال‌غرب آفریقا | [a]      |
| ۱۶ ژانویه ۲۰۳۷  | ۰۹:۴۸:۵۵                   | ۱۲۲        | جزئی              | ۰٫۷۰۵ | —                  | ۶۸°۳۰′شمالی ۲۰°۴۸′شرقی / ۶۸٫۵°شمالی ۲۰٫۸°شرقی   | —                      | جزئی: شمال آفریقا، اروپا، خاورمیانه، غرب آسیا | [a]      |
| ۱۳ ژوئیه ۲۰۳۷   | ۰۲:۴۰:۳۶                   | ۱۲۷        | کامل              | ۱٫۰۴۱ | ۳ دقیقه ۵۸ ثانیه   | ۲۴°۴۸′جنوبی ۱۳۹°۰۶′شرقی / ۲۴٫۸°جنوبی ۱۳۹٫۱°شرقی | ۲۰۱ کیلومتر (۱۲۵ مایل) | کامل: استرالیا، زلاندنو جزئی: استرالیا، آرام | [a]      |
| ۵ ژانویه ۲۰۳۸   | ۱۳:۴۷:۱۱                   | ۱۳۲        | حلقه‌ای            | ۰٫۹۷۳ | ۳ دقیقه ۱۸ ثانیه   | ۲°۰۶′شمالی ۲۵°۲۴′غربی / ۲٫۱°شمالی ۲۵٫۴°غربی     | ۱۰۷ کیلومتر (۶۶ مایل)  | حلقه‌ای: کوبا، جمهوری دومینیکن، ساحل عاج، غنا، نیجر، چاد، مصر جزئی: شرق آمریکای شمالی، شمال آمریکای جنوبی، اطلس، آفریقا، اروپا | [a]      |
| ۲ ژوئیه ۲۰۳۸    | ۱۳:۳۲:۵۵                   | ۱۳۷        | حلقه‌ای            | ۰٫۹۹۱ | ۱ دقیقه ۰ ثانیه    | ۲۵°۲۴′شمالی ۲۱°۵۴′غربی / ۲۵٫۴°شمالی ۲۱٫۹°غربی   | ۳۱ کیلومتر (۱۹ مایل)   | حلقه‌ای: کلمبیا، ونزوئلا، موریتانی، مراکش، مالی، نیجر، چاد، سودان، اتیوپی، کنیا جزئی: شمال و آمریکای مرکزی، آمریکای جنوبی، آفریقا، اروپا، خاورمیانه | [a]      |
| ۲۶ دسامبر ۲۰۳۸  | ۰۱:۰۰:۱۰                   | ۱۴۲        | کامل              | ۱٫۰۲۷ | ۲ دقیقه ۱۸ ثانیه   | ۴۰°۱۸′جنوبی ۱۶۴°۰۰′شرقی / ۴۰٫۳°جنوبی ۱۶۴٫۰°شرقی | ۹۵ کیلومتر (۵۹ مایل)   | کامل: استرالیا، زلاندنو، جنوب آرام جزئی: جنوب شرقی آسیا، استرالیا، زلاندنو، جنوب آرام، جنوبگان | [a]      |
| ۲۱ ژوئن ۲۰۳۹    | ۱۷:۱۲:۵۴                   | ۱۴۷        | حلقه‌ای            | ۰٫۹۴۵ | ۴ دقیقه ۵ ثانیه    | ۷۸°۵۴′شمالی ۱۰۲°۰۶′غربی / ۷۸٫۹°شمالی ۱۰۲٫۱°غربی | ۳۶۵ کیلومتر (۲۲۷ مایل) | حلقه‌ای: آلاسکا، شمال کانادا، نروژ، سوئد، فنلاند، استونی، روسیه جزئی: آمریکای شمالی، غرب اروپا | [a]      |
| ۱۵ دسامبر ۲۰۳۹  | ۱۶:۲۳:۴۶                   | ۱۵۲        | کامل              | ۱٫۰۳۶ | ۱ دقیقه ۵۱ ثانیه   | ۸۰°۵۴′جنوبی ۱۷۲°۴۸′شرقی / ۸۰٫۹°جنوبی ۱۷۲٫۸°شرقی | ۳۸۰ کیلومتر (۲۴۰ مایل) | کامل: جنوبگان جزئی: جنوب آمریکای جنوبی | [a]      |
| ۱۱ مه ۲۰۴۰      | ۰۳:۴۳:۰۲                   | ۱۱۹        | جزئی              | ۰٫۵۳۱ | —                  | ۶۲°۴۸′جنوبی ۱۷۴°۲۴′شرقی / ۶۲٫۸°جنوبی ۱۷۴٫۴°شرقی | —                      | جزئی: استرالیا، زلاندنو، جنوبگان | [a]      |
| ۴ نوامبر ۲۰۴۰   | ۱۹:۰۹:۰۲                   | ۱۲۴        | جزئی              | ۰٫۸۰۷ | —                  | ۶۲°۱۲′شمالی ۵۳°۲۴′غربی / ۶۲٫۲°شمالی ۵۳٫۴°غربی   | —                      | جزئی: شمال و آمریکای مرکزی | [a]      |
| ۳۰ آوریل ۲۰۴۱   | ۱۱:۵۲:۲۱                   | ۱۲۹        | کامل              | ۱٫۰۱۹ | ۱ دقیقه ۵۱ ثانیه   | ۹°۳۶′جنوبی ۱۲°۱۲′شرقی / ۹٫۶°جنوبی ۱۲٫۲°شرقی     | ۷۲ کیلومتر (۴۵ مایل)   | کامل: آنگولا، جمهوری کنگو، اوگاندا، کنیا، سومالی جزئی: برزیل، آفریقا، خاورمیانه | [a]      |
| ۲۵ اکتبر ۲۰۴۱   | ۰۱:۳۶:۲۲                   | ۱۳۴        | حلقه‌ای            | ۰٫۹۴۷ | ۶ دقیقه ۷ ثانیه    | ۹°۵۴′شمالی ۱۶۲°۵۴′شرقی / ۹٫۹°شمالی ۱۶۲٫۹°شرقی   | ۲۱۳ کیلومتر (۱۳۲ مایل) | حلقه‌ای: مغولستان، چین، کره، ژاپن، آرام جزئی: شرق آسیا، آرام | [a]      |
| ۲۰ آوریل ۲۰۴۲   | ۰۲:۱۷:۳۰                   | ۱۳۹        | کامل              | ۱٫۰۶۱ | ۴ دقیقه ۵۱ ثانیه   | ۲۷°۰۰′شمالی ۱۳۷°۱۸′شرقی / ۲۷٫۰°شمالی ۱۳۷٫۳°شرقی | ۲۱۰ کیلومتر (۱۳۰ مایل) | کامل: مالزی، اندونزی، فیلیپین، شمال آرام جزئی: شرق و جنوب شرقی آسیا، استرالیا، آرام | [a]      |
| ۱۴ اکتبر ۲۰۴۲   | ۰۲:۰۰:۴۲                   | ۱۴۴        | حلقه‌ای            | ۰٫۹۳۰ | ۷ دقیقه ۴۴ ثانیه   | ۲۳°۴۲′جنوبی ۱۳۷°۴۸′شرقی / ۲۳٫۷°جنوبی ۱۳۷٫۸°شرقی | ۲۷۳ کیلومتر (۱۷۰ مایل) | حلقه‌ای: تایلند، مالزی، اندونزی، استرالیا، زلاندنو جزئی: جنوب-شرق آسیا، جنوب آرام، جنوبگان | [a]      |
| ۹ آوریل ۲۰۴۳    | ۱۸:۵۷:۴۹                   | ۱۴۹        | کامل (غیرمرکزی)   | ۱٫۰۱۰ | —                  | ۶۱°۱۸′شمالی ۱۵۲°۰۰′شرقی / ۶۱٫۳°شمالی ۱۵۲٫۰°شرقی | —                      | کامل: شمال‌شرق روسیه جزئی: شمال آمریکای شمالی، شمال‌شرق آسیا | [a]      |
| ۳ اکتبر ۲۰۴۳    | ۰۳:۰۱:۴۹                   | ۱۵۴        | حلقه‌ای (غیرمرکزی) | ۰٫۹۵۰ | —                  | ۶۱°۰۰′جنوبی ۳۵°۱۸′شرقی / ۶۱٫۰°جنوبی ۳۵٫۳°شرقی   | —                      | حلقه‌ای: جنوب اقیانوس هند جزئی: جنوبگان، جنوب غرب استرالیا، اقیانوس هند | [a]      |
| ۲۸ فوریه ۲۰۴۴   | ۲۰:۲۴:۴۰                   | ۱۲۱        | حلقه‌ای            | ۰٫۹۶۰ | ۲ دقیقه ۲۷ ثانیه   | ۶۲°۱۲′جنوبی ۲۵°۳۶′غربی / ۶۲٫۲°جنوبی ۲۵٫۶°غربی   | —                      | حلقه‌ای: جنوب اطلس جزئی: جنوبگان، آمریکای جنوبی | [a]      |
| ۲۳ اوت ۲۰۴۴     | ۰۱:۱۷:۰۲                   | ۱۲۶        | کامل              | ۱٫۰۳۶ | ۲ دقیقه ۴ ثانیه    | ۶۴°۱۸′شمالی ۱۲۰°۲۴′غربی / ۶۴٫۳°شمالی ۱۲۰٫۴°غربی | ۴۵۳ کیلومتر (۲۸۱ مایل) | کامل: گرینلند، شمال کانادا، ایالت مونتانا، داکوتای شمالی جزئی: شمال آسیا، غرب آمریکای شمالی، گرینلند | [a]      |
| ۱۶ فوریه ۲۰۴۵   | ۲۳:۵۶:۰۷                   | ۱۳۱        | حلقه‌ای            | ۰٫۹۲۸ | ۷ دقیقه ۴۷ ثانیه   | ۲۸°۱۸′جنوبی ۱۶۶°۱۲′غربی / ۲۸٫۳°جنوبی ۱۶۶٫۲°غربی | ۲۸۱ کیلومتر (۱۷۵ مایل) | حلقه‌ای: زلاندنو، آرام جزئی: استرالیا، هاوایی | [a]      |
| ۱۲ اوت ۲۰۴۵     | ۱۷:۴۲:۳۹                   | ۱۳۶        | کامل              | ۱٫۰۷۷ | ۶ دقیقه ۶ ثانیه    | ۲۵°۵۴′شمالی ۷۸°۳۰′غربی / ۲۵٫۹°شمالی ۷۸٫۵°غربی   | ۲۵۶ کیلومتر (۱۵۹ مایل) | کامل: جنوب ایالات متحده، هائیتی، جمهوری دومینیکن، ونزوئلا، گویان، گویان فرانسه، سورینام، برزیل جزئی: شمالی، مرکزی و آمریکای جنوبی، غرب آفریقا | [a]      |
| ۵ فوریه ۲۰۴۶    | ۲۳:۰۶:۲۶                   | ۱۴۱        | حلقه‌ای            | ۰٫۹۲۳ | ۹ دقیقه ۴۲ثانیه    | ۴°۴۸′شمالی ۱۷۱°۲۴′غربی / ۴٫۸°شمالی ۱۷۱٫۴°غربی   | ۳۱۰ کیلومتر (۱۹۰ مایل) | حلقه‌ای: پاپوآ گینه نو، هاوایی، کالیفرنیا، اورگن، آیداهو جزئی: استرالیا، غرب ایالات متحده | [a]      |
| ۲ اوت ۲۰۴۶      | ۱۰:۲۱:۱۳                   | ۱۴۶        | کامل              | ۱٫۰۵۳ | ۴ دقیقه ۵۱ ثانیه   | ۱۲°۴۲′جنوبی ۱۵°۱۲′شرقی / ۱۲٫۷°جنوبی ۱۵٫۲°شرقی   | ۲۰۶ کیلومتر (۱۲۸ مایل) | کامل: برزیل، آنگولا، شرق نامیبیا، بوتسوانا، جنوب آفریقا، سوازیلند، جنوب موزامبیک جزئی: آفریقا | [a]      |
| ۲۶ ژانویه ۲۰۴۷  | ۰۱:۳۳:۱۸                   | ۱۵۱        | جزئی              | ۰٫۸۹۱ | —                  | ۶۲°۵۴′شمالی ۱۱۱°۴۲′شرقی / ۶۲٫۹°شمالی ۱۱۱٫۷°شرقی | —                      | جزئی: شرق آسیا، آلاسکا | [a]      |
| ۲۳ ژوئن ۲۰۴۷    | ۱۰:۵۲:۳۱                   | ۱۱۸        | جزئی              | ۰٫۳۱۳ | —                  | ۶۵°۴۸′شمالی ۱۷۸°۰۰′غربی / ۶۵٫۸°شمالی ۱۷۸٫۰°غربی | —                      | جزئی: شمال کانادا، گرینلند، شمال‌شرق آسیا | [a]      |
| ۲۲ ژوئیه ۲۰۴۷   | ۲۲:۳۶:۱۷                   | ۱۵۶        | جزئی              | ۰٫۳۶۱ | —                  | ۶۳°۲۴′جنوبی ۱۶۰°۱۲′شرقی / ۶۳٫۴°جنوبی ۱۶۰٫۲°شرقی | —                      | جزئی: جنوب شرقی استرالیا، زلاندنو | [a]      |
| ۱۶ دسامبر ۲۰۴۷  | ۲۳:۵۰:۱۲                   | ۱۲۳        | جزئی              | ۰٫۸۸۲ | —                  | ۶۶°۲۴′جنوبی ۶°۳۶′غربی / ۶۶٫۴°جنوبی ۶٫۶°غربی     | —                      | جزئی: جنوبگان، جنوب شیلی، جنوب آرژانتین | [a]      |
| ۱۱ ژوئن ۲۰۴۸    | ۱۲:۵۸:۵۳                   | ۱۲۸        | حلقه‌ای            | ۰٫۹۴۴ | ۴ دقیقه ۵۸ ثانیه   | ۶۳°۴۲′شمالی ۱۱°۳۰′غربی / ۶۳٫۷°شمالی ۱۱٫۵°غربی   | ۲۷۲ کیلومتر (۱۶۹ مایل) | حلقه‌ای: غرب میانی ایالات متحده، کبک، انتاریو، گرینلند، ایسلند، نروژ، سوئد، روسیه، افغانستان جزئی: آمریکای شمالی، کارائیب، شمال آفریقا، اروپا، غرب آسیا | [a]      |
| ۵ دسامبر ۲۰۴۸   | ۱۵:۳۵:۲۷                   | ۱۳۳        | کامل              | ۱٫۰۴۴ | ۳ دقیقه ۲۸ ثانیه   | ۴۶°۰۶′جنوبی ۵۶°۲۴′غربی / ۴۶٫۱°جنوبی ۵۶٫۴°غربی   | ۱۶۰ کیلومتر (۹۹ مایل)  | کامل: شیلی، آرژانتین، نامیبیا، بوتسوانا جزئی: جنوب آمریکای جنوبی، جنوب‌غربی آفریقا | [a]      |
| ۳۱ مه ۲۰۴۹      | ۱۳:۵۹:۵۹                   | ۱۳۸        | حلقه‌ای            | ۰٫۹۶۳ | ۴ دقیقه ۴۵ ثانیه   | ۱۵°۱۸′شمالی ۲۹°۵۴′غربی / ۱۵٫۳°شمالی ۲۹٫۹°غربی   | ۱۳۴ کیلومتر (۸۳ مایل)  | حلقه‌ای: پرو، اکوادور، کلمبیا، ونزوئلا، گویان، سنگال، مالی، بورکینا فاسو، غنا، نیجریه جزئی: جنوب شرقی ایالات متحده، آمریکای مرکزی، آمریکای جنوبی، آفریقا، جنوب اروپا | [a]      |
| ۲۵ نوامبر ۲۰۴۹  | ۰۵:۳۳:۴۸                   | ۱۴۳        | مرکب              | ۱٫۰۰۶ | ۰ دقیقه ۳۸ ثانیه   | ۳°۴۸′جنوبی ۹۵°۱۲′شرقی / ۳٫۸°جنوبی ۹۵٫۲°شرقی     | ۲۱ کیلومتر (۱۳ مایل)   | مرکب: عربستان سعودی، یمن، مالزی، اندونزی جزئی: شرق آفریقا، جنوب آسیا، استرالیا | [a]      |
| ۲۰ مه ۲۰۵۰      | ۲۰:۴۲:۵۰                   | ۱۴۸        | مرکب              | ۱٫۰۰۴ | ۰ دقیقه ۲۱ ثانیه   | ۴۰°۰۶′جنوبی ۱۲۳°۴۲′غربی / ۴۰٫۱°جنوبی ۱۲۳٫۷°غربی | ۲۷ کیلومتر (۱۷ مایل)   | مرکب: جنوب آرام جزئی: زلاندنو، جنوب‌غربی آمریکای جنوبی | [a]      |
| ۱۴ نوامبر ۲۰۵۰  | ۱۳:۳۰:۵۳                   | ۱۵۳        | جزئی              | ۰٫۸۸۷ | —                  | ۶۹°۳۰′شمالی ۱°۰۰′شرقی / ۶۹٫۵°شمالی ۱٫۰°شرقی     | —                      | جزئی: شمال‌شرق ایالات متحده، شرق کانادا، شمال آفریقا، اروپا | [a]      |
| ۱۱ آوریل ۲۰۵۱   | ۰۲:۱۰:۳۹                   | ۱۲۰        | جزئی              | ۰٫۹۸۵ | —                  | ۷۱°۳۶′شمالی ۳۲°۱۲′شرقی / ۷۱٫۶°شمالی ۳۲٫۲°شرقی   | —                      | جزئی: آسیا، آلاسکا، کانادا، گرینلند | [a]      |
| ۴ اکتبر ۲۰۵۱    | ۲۱:۰۲:۱۴                   | ۱۲۵        | جزئی              | ۰٫۶۰۲ | —                  | ۷۲°۰۰′جنوبی ۱۱۷°۴۲′شرقی / ۷۲٫۰°جنوبی ۱۱۷٫۷°شرقی | —                      | جزئی: جنوبگان، استرالیا، زلاندنو | [a]      |
| ۳۰ مارس ۲۰۵۲    | ۱۸:۳۱:۵۳                   | ۱۳۰        | کامل              | ۱٫۰۴۷ | ۴ دقیقه ۸ ثانیه    | ۲۲°۲۴′شمالی ۱۰۲°۳۰′غربی / ۲۲٫۴°شمالی ۱۰۲٫۵°غربی | ۱۶۴ کیلومتر (۱۰۲ مایل) | کامل: آرام مرکزی، مکزیک، ایالات متحده، اطلس مرکزی جزئی: مرکز و آمریکای شمالی، شمال آمریکای جنوبی | [a]      |
| ۲۲ سپتامبر ۲۰۵۲ | ۲۳:۳۹:۱۰                   | ۱۳۵        | حلقه‌ای            | ۰٫۹۷۳ | ۲ دقیقه ۵۱ ثانیه   | ۲۵°۴۲′جنوبی ۱۷۵°۰۰′شرقی / ۲۵٫۷°جنوبی ۱۷۵٫۰°شرقی | ۱۰۶ کیلومتر (۶۶ مایل)  | حلقه‌ای: استرالیا، جنوب آرام جزئی: زلاندنو، جنوبگان | [a]      |
| ۲۰ مارس ۲۰۵۳    | ۰۷:۰۸:۱۹                   | ۱۴۰        | حلقه‌ای            | ۰٫۹۹۲ | ۰ دقیقه ۵۰ ثانیه   | ۲۳°۰۰′جنوبی ۸۳°۰۰′شرقی / ۲۳٫۰°جنوبی ۸۳٫۰°شرقی   | ۳۱ کیلومتر (۱۹ مایل)   | حلقه‌ای: مرکز اقیانوس هند، اندونزی جزئی: آفریقا، استرالیا، جنوبگان | [a]      |
| ۱۲ سپتامبر ۲۰۵۳ | ۰۹:۳۴:۰۹                   | ۱۴۵        | کامل              | ۱٫۰۳۳ | ۳ دقیقه ۴ ثانیه    | ۲۱°۳۰′شمالی ۴۱°۴۲′شرقی / ۲۱٫۵°شمالی ۴۱٫۷°شرقی   | ۱۱۶ کیلومتر (۷۲ مایل)  | کامل: مراکش، الجزایر، تونس، لیبی، مصر، عربستان سعودی، اندونزی جزئی: گرینلند، آفریقا، اروپا، آسیا | [a]      |
| ۹ مارس ۲۰۵۴     | ۱۲:۳۳:۴۰                   | ۱۵۰        | جزئی              | ۰٫۶۶۸ | —                  | ۷۲°۰۰′جنوبی ۹۷°۵۴′شرقی / ۷۲٫۰°جنوبی ۹۷٫۹°شرقی   | —                      | جزئی: جنوبگان، جنوب آفریقا، ماداگاسکار، شیلی | [a]      |
| ۳ اوت ۲۰۵۴      | ۱۸:۰۴:۰۲                   | ۱۱۷        | جزئی              | ۰٫۰۶۶ | —                  | ۶۹°۴۸′جنوبی ۱۲۱°۱۸′غربی / ۶۹٫۸°جنوبی ۱۲۱٫۳°غربی | —                      | جزئی: جنوبگان | [a]      |
| ۲ سپتامبر ۲۰۵۴  | ۰۱:۰۹:۳۴                   | ۱۵۵        | جزئی              | ۰٫۹۷۹ | —                  | ۷۱°۴۲′شمالی ۸۲°۱۸′غربی / ۷۱٫۷°شمالی ۸۲٫۳°غربی   | —                      | جزئی: آسیا، ایالات متحده، کانادا، گرینلند | [a]      |
| ۲۷ ژانویه ۲۰۵۵  | ۱۷:۵۴:۰۵                   | ۱۲۲        | جزئی              | ۰٫۶۹۳ | —                  | ۶۹°۳۰′شمالی ۱۱۲°۱۲′غربی / ۶۹٫۵°شمالی ۱۱۲٫۲°غربی | —                      | جزئی: کانادا، ایالات متحده، مکزیک، کوبا | [a]      |
| ۲۴ ژوئیه ۲۰۵۵   | ۰۹:۵۷:۵۰                   | ۱۲۷        | کامل              | ۱٫۰۳۶ | ۳ دقیقه ۱۷ ثانیه   | ۳۳°۱۸′جنوبی ۲۵°۴۸′شرقی / ۳۳٫۳°جنوبی ۲۵٫۸°شرقی   | ۲۰۲ کیلومتر (۱۲۶ مایل) | کامل: جنوب آفریقا جزئی: آفریقا، جنوبگان | [a]      |
| ۱۶ ژانویه ۲۰۵۶  | ۲۲:۱۶:۴۵                   | ۱۳۲        | حلقه‌ای            | ۰٫۹۷۶ | ۲ دقیقه ۵۲ ثانیه   | ۳°۵۴′شمالی ۱۵۳°۳۰′غربی / ۳٫۹°شمالی ۱۵۳٫۵°غربی   | ۹۵ کیلومتر (۵۹ مایل)   | حلقه‌ای: آرام مرکزی، مکزیک جزئی: زلاندنو، غرب آمریکای شمالی | [a]      |
| ۱۲ ژوئیه ۲۰۵۶   | ۲۰:۲۱:۵۹                   | ۱۳۷        | حلقه‌ای            | ۰٫۹۸۸ | ۱ دقیقه ۲۶ ثانیه   | ۱۹°۲۴′شمالی ۱۲۳°۴۲′غربی / ۱۹٫۴°شمالی ۱۲۳٫۷°غربی | ۴۳ کیلومتر (۲۷ مایل)   | حلقه‌ای: آرام مرکزی، کلمبیا، اکوادور، پرو، برزیل جزئی: جنوب آمریکای شمالی، آمریکای مرکزی، شمال آمریکای جنوبی | [a]      |
| ۵ ژانویه ۲۰۵۷   | ۰۹:۴۷:۵۲                   | ۱۴۲        | کامل              | ۱٫۰۲۹ | ۲ دقیقه ۲۹ ثانیه   | ۳۹°۱۲′جنوبی ۳۵°۱۲′شرقی / ۳۹٫۲°جنوبی ۳۵٫۲°شرقی   | ۱۰۲ کیلومتر (۶۳ مایل)  | کامل: جنوب اطلس، جنوب اقیانوس هند جزئی: آفریقا، جنوبگان، استرالیا | [a]      |
| ۱ ژوئیه ۲۰۵۷    | ۲۳:۴۰:۱۵                   | ۱۴۷        | حلقه‌ای            | ۰٫۹۴۶ | ۴ دقیقه ۲۳ ثانیه   | ۷۱°۳۰′شمالی ۱۷۶°۱۲′غربی / ۷۱٫۵°شمالی ۱۷۶٫۲°غربی | ۲۹۸ کیلومتر (۱۸۵ مایل) | حلقه‌ای: چین، مغولستان، روسیه، کانادا، ایالات متحده جزئی: آسیا، آمریکای شمالی | [a]      |
| ۲۶ دسامبر ۲۰۵۷  | ۰۱:۱۴:۳۵                   | ۱۵۲        | کامل              | ۱٫۰۳۵ | ۱ دقیقه ۵۰ ثانیه   | ۸۴°۵۴′جنوبی ۲۱°۴۸′شرقی / ۸۴٫۹°جنوبی ۲۱٫۸°شرقی   | ۳۵۵ کیلومتر (۲۲۱ مایل) | کامل: جنوبگان جزئی: استرالیا | [a]      |
| ۲۲ مه ۲۰۵۸      | ۱۰:۳۹:۲۵                   | ۱۱۹        | جزئی              | ۰٫۴۱۴ | —                  | ۶۳°۳۰′جنوبی ۶۱°۰۶′شرقی / ۶۳٫۵°جنوبی ۶۱٫۱°شرقی   | —                      | جزئی: جنوب آفریقا، ماداگاسکار | [a]      |
| ۲۱ ژوئن ۲۰۵۸    | ۰۰:۱۹:۳۵                   | ۱۵۷        | جزئی              | ۰٫۱۲۶ | —                  | ۶۵°۵۴′شمالی ۹°۵۴′شرقی / ۶۵٫۹°شمالی ۹٫۹°شرقی     | —                      | جزئی: روسیه، گرینلند، نروژ، سوئد، فنلاند | [a]      |
| ۱۶ نوامبر ۲۰۵۸  | ۰۳:۲۳:۰۷                   | ۱۲۴        | جزئی              | ۰٫۷۶۴ | —                  | ۶۲°۵۴′شمالی ۱۷۴°۱۲′شرقی / ۶۲٫۹°شمالی ۱۷۴٫۲°شرقی | —                      | جزئی: روسیه، چین، مغولستان، ژاپن | [a]      |
| ۱۱ مه ۲۰۵۹      | ۱۹:۲۲:۱۶                   | ۱۲۹        | کامل              | ۱٫۰۲۴ | ۲ دقیقه ۲۳ ثانیه   | ۱۰°۴۲′جنوبی ۱۰۰°۲۴′غربی / ۱۰٫۷°جنوبی ۱۰۰٫۴°غربی | ۹۵ کیلومتر (۵۹ مایل)   | کامل: اقیانوس آرام مرکزی، اکوادور، پرو، برزیل جزئی: شمالی، مرکزی، و آمریکای جنوبی | [a]      |
| ۵ نوامبر ۲۰۵۹   | ۰۹:۱۸:۱۵                   | ۱۳۴        | حلقه‌ای            | ۰٫۹۴۲ | ۷ دقیقه ۰ ثانیه    | ۸°۴۲′شمالی ۴۷°۰۶′شرقی / ۸٫۷°شمالی ۴۷٫۱°شرقی     | ۲۳۸ کیلومتر (۱۴۸ مایل) | حلقه‌ای: فرانسه، لیبی، مصر، سودان، اتیوپی، اریتره، سومالی، اندونزی جزئی: آفریقا، اروپا، آسیا | [a]      |
| ۳۰ آوریل ۲۰۶۰   | ۱۰:۱۰:۰۰                   | ۱۳۹        | کامل              | ۱٫۰۶۶ | ۵ دقیقه ۱۵ ثانیه   | ۲۸°۰۰′شمالی ۲۰°۵۴′شرقی / ۲۸٫۰°شمالی ۲۰٫۹°شرقی   | ۲۲۲ کیلومتر (۱۳۸ مایل) | کامل: ساحل عاج، غنا، توگو، بنین، نیجریه، نیجر، چاد، لیبی، مصر، ترکیه، قزاقستان، روسیه جزئی: آفریقا، آسیا | [a]      |
| ۲۴ اکتبر ۲۰۶۰   | ۰۹:۲۴:۱۰                   | ۱۴۴        | حلقه‌ای            | ۰٫۹۲۸ | ۸ دقیقه ۶ ثانیه    | ۲۵°۴۸′جنوبی ۲۸°۰۶′شرقی / ۲۵٫۸°جنوبی ۲۸٫۱°شرقی   | ۲۸۱ کیلومتر (۱۷۵ مایل) | حلقه‌ای: گینه، سیرالئون، لیبریا، ساحل عاج، آنگولا، نامیبیا، بوتسوانا، جنوب آفریقا جزئی: آفریقا، جنوبگان، آمریکای جنوبی | [a]      |
| ۲۰ آوریل ۲۰۶۱   | ۰۲:۵۶:۴۹                   | ۱۴۹        | کامل              | ۱٫۰۴۸ | ۲ دقیقه ۳۷ ثانیه   | ۶۴°۳۰′شمالی ۵۹°۱۲′شرقی / ۶۴٫۵°شمالی ۵۹٫۲°شرقی   | ۵۵۹ کیلومتر (۳۴۷ مایل) | کامل: قزاقستان، روسیه جزئی: آسیا، خاورمیانه، آمریکای شمالی | [a]      |
| ۱۳ اکتبر ۲۰۶۱   | ۱۰:۳۲:۱۰                   | ۱۵۴        | حلقه‌ای            | ۰٫۹۴۷ | ۳ دقیقه ۴۱ ثانیه   | ۶۲°۰۶′جنوبی ۵۴°۲۴′غربی / ۶۲٫۱°جنوبی ۵۴٫۴°غربی   | ۷۴۳ کیلومتر (۴۶۲ مایل) | حلقه‌ای: جنوبگان، آرژانتین، شیلی جزئی: آمریکای جنوبی | [a]      |
| ۱۱ مارس ۲۰۶۲    | ۰۴:۲۶:۱۶                   | ۱۲۱        | جزئی              | ۰٫۹۳۳ | —                  | ۶۱°۰۰′جنوبی ۱۴۷°۰۶′غربی / ۶۱٫۰°جنوبی ۱۴۷٫۱°غربی | —                      | جزئی: جنوبگان، استرالیا، زلاندنو | [a]      |
| ۳ سپتامبر ۲۰۶۲  | ۰۸:۵۴:۲۷                   | ۱۲۶        | جزئی              | ۰٫۹۷۵ | —                  | ۶۱°۱۸′شمالی ۱۵۰°۱۸′شرقی / ۶۱٫۳°شمالی ۱۵۰٫۳°شرقی | —                      | جزئی: گرینلند، اروپا، آسیا | [a]      |
| ۲۸ فوریه ۲۰۶۳   | ۰۷:۴۳:۳۰                   | ۱۳۱        | حلقه‌ای            | ۰٫۹۲۹ | ۷ دقیقه ۴۱ ثانیه   | ۲۵°۱۲′جنوبی ۷۷°۴۲′شرقی / ۲۵٫۲°جنوبی ۷۷٫۷°شرقی   | ۲۸۰ کیلومتر (۱۷۰ مایل) | حلقه‌ای: اقیانوس هند، اندونزی، مالزی، میندانائو، فیلیپین جزئی: آفریقا، جنوب شرقی آسیا، بقیه فیلیپین، جنوبگان، استرالیا | [a]      |
| ۲۴ اوت ۲۰۶۳     | ۰۱:۲۲:۱۱                   | ۱۳۶        | کامل              | ۱٫۰۷۵ | ۵ دقیقه ۴۹ ثانیه   | ۲۵°۳۶′شمالی ۱۶۸°۲۴′شرقی / ۲۵٫۶°شمالی ۱۶۸٫۴°شرقی | ۲۵۲ کیلومتر (۱۵۷ مایل) | کامل: چین، مغولستان، ژاپن، آرام مرکزی جزئی: آسیا، آرام مرکزی | [a]      |
| ۱۷ فوریه ۲۰۶۴   | ۰۷:۰۰:۲۳                   | ۱۴۱        | حلقه‌ای            | ۰٫۹۲۶ | ۸ دقیقه ۵۶ ثانیه   | ۷°۰۰′شمالی ۶۹°۴۲′شرقی / ۷٫۰°شمالی ۶۹٫۷°شرقی     | ۲۹۵ کیلومتر (۱۸۳ مایل) | حلقه‌ای: زئیر، زامبیا، تانزانیا، هند، نپال، بنگلادش، پادشاهی بوتان، چین جزئی: آفریقا، آسیا | [a]      |
| ۱۲ اوت ۲۰۶۴     | ۱۷:۴۶:۰۶                   | ۱۴۶        | کامل              | ۱٫۰۴۹ | ۴ دقیقه ۲۸ ثانیه   | ۱۰°۵۴′جنوبی ۹۶°۰۰′غربی / ۱۰٫۹°جنوبی ۹۶٫۰°غربی   | ۱۸۴ کیلومتر (۱۱۴ مایل) | کامل: اقیانوس آرام مرکزی، شیلی، آرژانتین جزئی: قاره آمریکا، جنوبگان | [a]      |
| ۵ فوریه ۲۰۶۵    | ۰۹:۵۲:۲۶                   | ۱۵۱        | جزئی              | ۰٫۹۱۲ | —                  | ۶۲°۱۲′شمالی ۲۱°۵۴′غربی / ۶۲٫۲°شمالی ۲۱٫۹°غربی   | —                      | جزئی: آمریکای شمالی، اروپا، غرب آسیا | [a]      |
| ۳ ژوئیه ۲۰۶۵    | ۱۷:۳۳:۵۲                   | ۱۱۸        | جزئی              | ۰٫۱۶۴ | —                  | ۶۴°۴۸′شمالی ۷۱°۵۴′شرقی / ۶۴٫۸°شمالی ۷۱٫۹°شرقی   | —                      | جزئی: اروپای شمالی، روسیه | [a]      |
| ۲ اوت ۲۰۶۵      | ۰۵:۳۴:۱۷                   | ۱۵۶        | جزئی              | ۰٫۴۹۰ | —                  | ۶۲°۴۲′جنوبی ۴۶°۳۰′شرقی / ۶۲٫۷°جنوبی ۴۶٫۵°شرقی   | —                      | جزئی: جنوبگان، جنوب آفریقا، ماداگاسکار | [a]      |
| ۲۷ دسامبر ۲۰۶۵  | ۰۸:۳۹:۵۶                   | ۱۲۳        | جزئی              | ۰٫۸۷۷ | —                  | ۶۵°۲۴′جنوبی ۱۴۹°۱۲′غربی / ۶۵٫۴°جنوبی ۱۴۹٫۲°غربی | —                      | جزئی: شیلی، آرژانتین، جنوبگان، استرالیا | [a]      |
| ۲۲ ژوئن ۲۰۶۶    | ۱۹:۲۵:۴۸                   | ۱۲۸        | حلقه‌ای            | ۰٫۹۴۳ | ۴ دقیقه ۴۰ ثانیه   | ۷۰°۰۶′شمالی ۹۶°۲۴′غربی / ۷۰٫۱°شمالی ۹۶٫۴°غربی   | ۳۰۹ کیلومتر (۱۹۲ مایل) | حلقه‌ای: روسیه، آلاسکا، کانادا جزئی: آمریکای شمالی، اروپای شمالی، شمال آسیا | [a]      |
| ۱۷ دسامبر ۲۰۶۶  | ۰۰:۲۳:۴۰                   | ۱۳۳        | کامل              | ۱٫۰۴۲ | ۳ دقیقه ۱۴ ثانیه   | ۴۷°۲۴′جنوبی ۱۷۵°۴۸′شرقی / ۴۷٫۴°جنوبی ۱۷۵٫۸°شرقی | ۱۵۲ کیلومتر (۹۴ مایل)  | کامل: استرالیا، زلاندنو، جنوب آرام جزئی: استرالیا، جنوبگان، زلاندنو | [a]      |
| ۱۱ ژوئن ۲۰۶۷    | ۲۰:۴۲:۲۶                   | ۱۳۸        | حلقه‌ای            | ۰٫۹۶۷ | ۴ دقیقه ۵ ثانیه    | ۲۱°۰۰′شمالی ۱۳۰°۱۲′غربی / ۲۱٫۰°شمالی ۱۳۰٫۲°غربی | ۱۱۹ کیلومتر (۷۴ مایل)  | حلقه‌ای: آرام مرکزی، اکوادور، پرو جزئی: قاره آمریکا | [a]      |
| ۶ دسامبر ۲۰۶۷   | ۱۴:۰۳:۴۳                   | ۱۴۳        | مرکب              | ۱٫۰۰۱ | ۰ دقیقه ۸ ثانیه    | ۶°۰۰′جنوبی ۳۲°۲۴′غربی / ۶٫۰°جنوبی ۳۲٫۴°غربی     | ۴ کیلومتر (۲٫۵ مایل)   | مرکب: هندوراس، نیکاراگوئه، کلمبیا، ونزوئلا، گویان، برزیل، نیجریه، کامرون، چاد، سودان جزئی: قاره آمریکا، آفریقا، جنوب اروپا | [a]      |
| ۳۱ مه ۲۰۶۸      | ۰۳:۵۶:۳۹                   | ۱۴۸        | کامل              | ۱٫۰۱۱ | ۱ دقیقه ۶ ثانیه    | ۳۱°۰۰′جنوبی ۱۲۳°۱۲′شرقی / ۳۱٫۰°جنوبی ۱۲۳٫۲°شرقی | ۶۳ کیلومتر (۳۹ مایل)   | کامل: استرالیا، زلاندنو جزئی: استرالیا، جنوبگان | [a]      |
| ۲۴ نوامبر ۲۰۶۸  | ۲۱:۳۲:۳۰                   | ۱۵۳        | جزئی              | ۰٫۹۱۱ | —                  | ۶۸°۳۰′شمالی ۱۳۱°۰۶′غربی / ۶۸٫۵°شمالی ۱۳۱٫۱°غربی | —                      | جزئی: آمریکای شمالی، روسیه | [a]      |
| ۲۱ آوریل ۲۰۶۹   | ۱۰:۱۱:۰۹                   | ۱۲۰        | جزئی              | ۰٫۸۹۹ | —                  | ۷۱°۰۰′شمالی ۱۰۱°۱۸′غربی / ۷۱٫۰°شمالی ۱۰۱٫۳°غربی | —                      | جزئی: اروپا، آسیا، شمال آفریقا، آمریکای شمالی | [a]      |
| ۲۰ مه ۲۰۶۹      | ۱۷:۵۳:۱۸                   | ۱۵۸        | جزئی              | ۰٫۰۸۸ | —                  | ۶۸°۴۸′جنوبی ۶۹°۵۴′غربی / ۶۸٫۸°جنوبی ۶۹٫۹°غربی   | —                      | جزئی: آمریکای جنوبی، جنوبگان | [a]      |
| ۱۵ اکتبر ۲۰۶۹   | ۰۴:۱۹:۵۶                   | ۱۲۵        | جزئی              | ۰٫۵۳۰ | —                  | ۷۱°۳۶′جنوبی ۵°۳۰′غربی / ۷۱٫۶°جنوبی ۵٫۵°غربی     | —                      | جزئی: جنوبگان | [a]      |
| ۱۱ آوریل ۲۰۷۰   | ۰۲:۳۶:۰۹                   | ۱۳۰        | کامل              | ۱٫۰۴۷ | ۴ دقیقه ۴ ثانیه    | ۲۹°۰۶′شمالی ۱۳۵°۰۶′شرقی / ۲۹٫۱°شمالی ۱۳۵٫۱°شرقی | ۱۶۸ کیلومتر (۱۰۴ مایل) | کامل: سری لانکا، برمه، تایلند، لائوس، ویتنام، فیلیپین جزئی: آسیا، آلاسکا، کانادا | [a]      |
| ۴ اکتبر ۲۰۷۰    | ۰۷:۰۸:۵۷                   | ۱۳۵        | حلقه‌ای            | ۰٫۹۷۳ | ۲ دقیقه ۴۴ ثانیه   | ۳۲°۴۸′جنوبی ۶۰°۲۴′شرقی / ۳۲٫۸°جنوبی ۶۰٫۴°شرقی   | ۱۱۰ کیلومتر (۶۸ مایل)  | حلقه‌ای: آنگولا، زامبیا، زیمبابوه، موزامبیک، ماداگاسکار جزئی: آفریقا، جنوبگان، استرالیا | [a]      |
| ۳۱ مارس ۲۰۷۱    | ۱۵:۰۱:۰۶                   | ۱۴۰        | حلقه‌ای            | ۰٫۹۹۲ | ۰ دقیقه ۵۲ ثانیه   | ۱۶°۴۲′جنوبی ۳۷°۰۰′غربی / ۱۶٫۷°جنوبی ۳۷٫۰°غربی   | ۳۱ کیلومتر (۱۹ مایل)   | حلقه‌ای: شیلی، آرژانتین، پاراگوئه، برزیل، جمهوری کنگو، زئیر جزئی: آمریکای جنوبی، آفریقا، جنوبگان | [a]      |
| ۲۳ سپتامبر ۲۰۷۱ | ۱۷:۲۰:۲۸                   | ۱۴۵        | کامل              | ۱٫۰۳۳ | ۳ دقیقه ۱۱ ثانیه   | ۱۴°۱۲′شمالی ۷۶°۴۲′غربی / ۱۴٫۲°شمالی ۷۶٫۷°غربی   | ۱۱۶ کیلومتر (۷۲ مایل)  | کامل: مکزیک، کلمبیا، ونزوئلا، گویان، سورینام، گویان فرانسه، برزیل جزئی: قاره آمریکا، آفریقا | [a]      |
| ۱۹ مارس ۲۰۷۲    | ۲۰:۱۰:۳۱                   | ۱۵۰        | جزئی              | ۰٫۷۲۰ | —                  | ۷۲°۱۲′جنوبی ۳۰°۲۴′غربی / ۷۲٫۲°جنوبی ۳۰٫۴°غربی   | —                      | جزئی: جنوبگان، آمریکای جنوبی | [a]      |
| ۱۲ سپتامبر ۲۰۷۲ | ۰۸:۵۹:۲۰                   | ۱۵۵        | کامل              | ۱٫۰۵۶ | ۲ دقیقه ۱۳ ثانیه   | ۶۹°۴۸′شمالی ۱۰۲°۰۰′شرقی / ۶۹٫۸°شمالی ۱۰۲٫۰°شرقی | ۷۳۲ کیلومتر (۴۵۵ مایل) | کامل: روسیه جزئی: گرینلند، اروپا، آسیا | [a]      |
| ۷ فوریه ۲۰۷۳    | ۰۱:۵۵:۵۹                   | ۱۲۲        | جزئی              | ۰٫۶۷۷ | —                  | ۷۰°۳۰′شمالی ۱۱۴°۵۴′شرقی / ۷۰٫۵°شمالی ۱۱۴٫۹°شرقی | —                      | جزئی: آسیا، آلاسکا | [a]      |
| ۳ اوت ۲۰۷۳      | ۱۷:۱۵:۲۳                   | ۱۲۷        | کامل              | ۱٫۰۲۹ | ۲ دقیقه ۲۹ ثانیه   | ۴۳°۱۲′جنوبی ۸۹°۲۴′غربی / ۴۳٫۲°جنوبی ۸۹٫۴°غربی   | ۲۰۶ کیلومتر (۱۲۸ مایل) | کامل: شیلی، آرژانتین جزئی: آمریکای جنوبی، جنوبگان | [a]      |
| ۲۷ ژانویه ۲۰۷۴  | ۰۶:۴۴:۱۵                   | ۱۳۲        | حلقه‌ای            | ۰٫۹۸۰ | ۲ دقیقه ۲۱ ثانیه   | ۶°۳۶′شمالی ۷۸°۴۸′شرقی / ۶٫۶°شمالی ۷۸٫۸°شرقی     | ۷۹ کیلومتر (۴۹ مایل)   | حلقه‌ای: سودان، اتیوپی، سومالی، سری لانکا، برمه، تایلند، لائوس، ویتنام، چین، ژاپن جزئی: آفریقا، آسیا | [a]      |
| ۲۴ ژوئیه ۲۰۷۴   | ۰۳:۱۰:۳۲                   | ۱۳۷        | حلقه‌ای            | ۰٫۹۸۴ | ۱ دقیقه ۵۸ ثانیه   | ۱۲°۴۸′شمالی ۱۳۳°۴۲′شرقی / ۱۲٫۸°شمالی ۱۳۳٫۷°شرقی | ۵۸ کیلومتر (۳۶ مایل)   | حلقه‌ای: تایلند، کامبوج، ویتنام، فیلیپین جزئی: آسیا، استرالیا، زلاندنو | [a]      |
| ۱۶ ژانویه ۲۰۷۵  | ۱۸:۳۶:۰۴                   | ۱۴۲        | کامل              | ۱٫۰۳۱ | ۱ دقیقه ۴۲ ثانیه   | ۳۷°۱۲′جنوبی ۹۴°۰۶′غربی / ۳۷٫۲°جنوبی ۹۴٫۱°غربی   | ۱۱۰ کیلومتر (۶۸ مایل)  | کامل: شیلی، آرژانتین، پاراگوئه، برزیل جزئی: زلاندنو، آمریکای جنوبی، جنوبگان | [a]      |
| ۱۳ ژوئیه ۲۰۷۵   | ۰۶:۰۵:۴۴                   | ۱۴۷        | حلقه‌ای            | ۰٫۹۴۷ | ۴ دقیقه ۴۵ ثانیه   | ۶۳°۰۶′شمالی ۹۵°۱۲′شرقی / ۶۳٫۱°شمالی ۹۵٫۲°شرقی   | ۲۶۲ کیلومتر (۱۶۳ مایل) | حلقه‌ای: جنوب اروپا، روسیه جزئی: اروپا، آسیا، آفریقا، شمال آمریکای شمالی | [a]      |
| ۶ ژانویه ۲۰۷۶   | ۱۰:۰۷:۲۷                   | ۱۵۲        | کامل              | ۱٫۰۳۴ | ۱ دقیقه ۴۹ ثانیه   | ۸۷°۱۲′جنوبی ۱۷۳°۴۲′غربی / ۸۷٫۲°جنوبی ۱۷۳٫۷°غربی | ۳۴۰ کیلومتر (۲۱۰ مایل) | کامل: جنوبگان جزئی: استرالیا، آمریکای جنوبی | [a]      |
| ۱ ژوئن ۲۰۷۶     | ۱۷:۳۱:۲۲                   | ۱۱۹        | جزئی              | ۰٫۲۹۰ | —                  | ۶۴°۲۴′جنوبی ۵۱°۱۲′غربی / ۶۴٫۴°جنوبی ۵۱٫۲°غربی   | —                      | جزئی: آمریکای جنوبی، جنوبگان | [a]      |
| ۱ ژوئیه ۲۰۷۶    | ۰۶:۵۰:۴۳                   | ۱۵۷        | جزئی              | ۰٫۲۷۵ | —                  | ۶۷°۰۰′شمالی ۹۸°۰۶′غربی / ۶۷٫۰°شمالی ۹۸٫۱°غربی   | —                      | جزئی: روسیه، آمریکای شمالی | [a]      |
| ۲۶ نوامبر ۲۰۷۶  | ۱۱:۴۳:۰۱                   | ۱۲۴        | جزئی              | ۰٫۷۳۱ | —                  | ۶۳°۴۲′شمالی ۴۰°۰۶′شرقی / ۶۳٫۷°شمالی ۴۰٫۱°شرقی   | —                      | جزئی: آفریقا، اروپا، غرب آسیا | [a]      |
| ۲۲ مه ۲۰۷۷      | ۰۲:۴۶:۰۵                   | ۱۲۹        | کامل              | ۱٫۰۲۹ | ۲ دقیقه ۵۴ ثانیه   | ۱۳°۰۶′جنوبی ۱۴۸°۱۸′شرقی / ۱۳٫۱°جنوبی ۱۴۸٫۳°شرقی | ۱۱۹ کیلومتر (۷۴ مایل)  | کامل: استرالیا جزئی: استرالیا، زلاندنو، جنوبگان | [a]      |
| ۱۵ نوامبر ۲۰۷۷  | ۱۷:۰۷:۵۶                   | ۱۳۴        | حلقه‌ای            | ۰٫۹۳۷ | ۷ دقیقه ۵۴ ثانیه   | ۷°۴۸′شمالی ۷۰°۴۸′غربی / ۷٫۸°شمالی ۷۰٫۸°غربی     | ۲۶۲ کیلومتر (۱۶۳ مایل) | حلقه‌ای: ایالات متحده، کارائیب، کلمبیا، ونزوئلا، برزیل، گویان، سورینام، گویان فرانسه جزئی: قاره آمریکا | [a]      |
| ۱۱ مه ۲۰۷۸      | ۱۷:۵۶:۵۵                   | ۱۳۹        | کامل              | ۱٫۰۷۰ | ۵ دقیقه ۴۰ ثانیه   | ۲۸°۰۶′شمالی ۹۳°۴۲′غربی / ۲۸٫۱°شمالی ۹۳٫۷°غربی   | ۲۳۲ کیلومتر (۱۴۴ مایل) | کامل: مکزیک، ایالات متحده جزئی: قاره آمریکا | [a]      |
| ۴ نوامبر ۲۰۷۸   | ۱۶:۵۵:۴۴                   | ۱۴۴        | حلقه‌ای            | ۰٫۹۲۶ | ۸ دقیقه ۴۹ ثانیه   | ۲۷°۴۸′جنوبی ۸۳°۱۸′غربی / ۲۷٫۸°جنوبی ۸۳٫۳°غربی   | ۲۸۷ کیلومتر (۱۷۸ مایل) | حلقه‌ای: شیلی، آرژانتین جزئی: قاره آمریکا، جنوبگان | [a]      |
| ۱ مه ۲۰۷۹       | ۱۰:۵۰:۱۳                   | ۱۴۹        | کامل              | ۱٫۰۵۱ | ۲ دقیقه ۵۵ ثانیه   | ۶۶°۱۲′شمالی ۴۶°۱۸′غربی / ۶۶٫۲°شمالی ۴۶٫۳°غربی   | ۴۰۶ کیلومتر (۲۵۲ مایل) | کامل: ایالات متحده، کانادا، گرینلند جزئی: غرب قاره آمریکا، اروپا، آفریقا، آسیا | [a]      |
| ۲۴ اکتبر ۲۰۷۹   | ۱۸:۱۱:۲۱                   | ۱۵۴        | حلقه‌ای            | ۰٫۹۴۸ | ۳ دقیقه ۳۹ ثانیه   | ۶۳°۲۴′جنوبی ۱۶۰°۳۶′غربی / ۶۳٫۴°جنوبی ۱۶۰٫۶°غربی | ۴۹۵ کیلومتر (۳۰۸ مایل) | حلقه‌ای: جنوبگان، زلاندنو جزئی: آمریکای جنوبی | [a]      |
| ۲۱ مارس ۲۰۸۰    | ۱۲:۲۰:۱۵                   | ۱۲۱        | جزئی              | ۰٫۸۷۳ | —                  | ۶۰°۵۴′جنوبی ۸۵°۵۴′شرقی / ۶۰٫۹°جنوبی ۸۵٫۹°شرقی   | —                      | جزئی: جنوبگان، آفریقا | [a]      |
| ۱۳ سپتامبر ۲۰۸۰ | ۱۶:۳۸:۰۹                   | ۱۲۶        | جزئی              | ۰٫۸۷۴ | —                  | ۶۱°۰۶′شمالی ۲۵°۴۸′شرقی / ۶۱٫۱°شمالی ۲۵٫۸°شرقی   | —                      | جزئی: آمریکای شمالی، اروپا، آفریقا | [a]      |
| ۱۰ مارس ۲۰۸۱    | ۱۵:۲۳:۳۱                   | ۱۳۱        | حلقه‌ای            | ۰٫۹۳۰ | ۷ دقیقه ۳۶ ثانیه   | ۲۲°۲۴′جنوبی ۳۶°۴۲′غربی / ۲۲٫۴°جنوبی ۳۶٫۷°غربی   | ۲۷۷ کیلومتر (۱۷۲ مایل) | حلقه‌ای: شیلی، آرژانتین، ساحل عاج، غنا، توگو، بنین، نیجریه، کامرون جزئی: آمریکای جنوبی، آفریقا، جنوبگان | [a]      |
| ۳ سپتامبر ۲۰۸۱  | ۰۹:۰۷:۳۱                   | ۱۳۶        | کامل              | ۱٫۰۷۲ | ۵ دقیقه ۳۳ ثانیه   | ۲۴°۳۶′شمالی ۵۳°۳۶′شرقی / ۲۴٫۶°شمالی ۵۳٫۶°شرقی   | ۲۴۷ کیلومتر (۱۵۳ مایل) | کامل: اروپای مرکزی، ترکیه، سوریه، عراق، ایران، کویت، قطر، امارات متحده عربی، عربستان سعودی، عمان جزئی: آفریقا، اروپا، آسیا | [a]      |
| ۲۷ فوریه ۲۰۸۲   | ۱۴:۴۷:۰۰                   | ۱۴۱        | حلقه‌ای            | ۰٫۹۳۰ | ۸ دقیقه ۲۱ ثانیه   | ۹°۲۴′شمالی ۴۷°۰۶′غربی / ۹٫۴°شمالی ۴۷٫۱°غربی     | ۲۷۷ کیلومتر (۱۷۲ مایل) | حلقه‌ای: پرو، برزیل، سورینام، گویان فرانسه، پرتغال، اسپانیا، فرانسه، ایتالیا، آلمان، اتریش جزئی: قاره آمریکا، اروپا، آفریقا | [a]      |
| ۲۴ اوت ۲۰۸۲     | ۰۱:۱۶:۲۱                   | ۱۴۶        | کامل              | ۱٫۰۴۵ | ۴ دقیقه ۲۱ ثانیه   | ۱۰°۱۸′جنوبی ۱۵۱°۴۸′شرقی / ۱۰٫۳°جنوبی ۱۵۱٫۸°شرقی | ۱۶۳ کیلومتر (۱۰۱ مایل) | کامل: اندونزی، گینه نو، جنوب Pacific جزئی: استرالیا، جنوبگان، زلاندنو | [a]      |
| ۱۶ فوریه ۲۰۸۳   | ۱۸:۰۶:۳۶                   | ۱۵۱        | جزئی              | ۰٫۹۴۳ | —                  | ۶۱°۳۶′شمالی ۱۵۴°۰۶′غربی / ۶۱٫۶°شمالی ۱۵۴٫۱°غربی | —                      | جزئی: مکزیک، ایالات متحده، کانادا | [a]      |
| ۱۵ ژوئیه ۲۰۸۳   | ۰۰:۱۴:۲۳                   | ۱۱۸        | جزئی              | ۰٫۰۱۷ | —                  | ۶۴°۰۰′شمالی ۳۷°۴۲′غربی / ۶۴٫۰°شمالی ۳۷٫۷°غربی   | —                      | جزئی: گرینلند | [a]      |
| ۱۳ اوت ۲۰۸۳     | ۱۲:۳۴:۴۱                   | ۱۵۶        | جزئی              | ۰٫۶۱۵ | —                  | ۶۲°۰۶′جنوبی ۶۷°۳۰′غربی / ۶۲٫۱°جنوبی ۶۷٫۵°غربی   | —                      | جزئی: آمریکای جنوبی، جنوبگان | [a]      |
| ۷ ژانویه ۲۰۸۴   | ۱۷:۳۰:۲۳                   | ۱۲۳        | جزئی              | ۰٫۸۷۲ | —                  | ۶۴°۲۴′جنوبی ۶۸°۳۰′شرقی / ۶۴٫۴°جنوبی ۶۸٫۵°شرقی   | —                      | جزئی: جنوبگان، آمریکای جنوبی | [a]      |
| ۳ ژوئیه ۲۰۸۴    | ۰۱:۵۰:۲۶                   | ۱۲۸        | حلقه‌ای            | ۰٫۹۴۲ | ۴ دقیقه ۲۵ ثانیه   | ۷۵°۰۰′شمالی ۱۶۹°۰۶′غربی / ۷۵٫۰°شمالی ۱۶۹٫۱°غربی | ۳۷۷ کیلومتر (۲۳۴ مایل) | حلقه‌ای: روسیه، ایالات متحده، کانادا جزئی: اروپای شمالی، آسیا، آمریکای شمالی | [a]      |
| ۲۷ دسامبر ۲۰۸۴  | ۰۹:۱۳:۴۸                   | ۱۳۳        | کامل              | ۱٫۰۴۰ | ۴ دقیقه ۳ ثانیه    | ۴۷°۱۸′جنوبی ۴۷°۴۲′شرقی / ۴۷٫۳°جنوبی ۴۷٫۷°شرقی   | ۱۴۶ کیلومتر (۹۱ مایل)  | کامل: اطلس جنوبی، اقیانوس هند جزئی: آفریقا، جنوبگان، استرالیا | [a]      |
| ۲۲ ژوئن ۲۰۸۵    | ۰۳:۲۱:۱۶                   | ۱۳۸        | حلقه‌ای            | ۰٫۹۷۰ | ۳ دقیقه ۲۹ ثانیه   | ۲۶°۱۲′شمالی ۱۳۱°۱۸′شرقی / ۲۶٫۲°شمالی ۱۳۱٫۳°شرقی | ۱۰۶ کیلومتر (۶۶ مایل)  | حلقه‌ای: هند، برمه، چین، آرام مرکزی جزئی: آسیا، استرالیا | [a]      |
| ۱۶ دسامبر ۲۰۸۵  | ۲۲:۳۷:۴۸                   | ۱۴۳        | حلقه‌ای            | ۰٫۹۹۷ | ۰ دقیقه ۱۹ ثانیه   | ۷°۱۸′جنوبی ۱۶۰°۴۸′غربی / ۷٫۳°جنوبی ۱۶۰٫۸°غربی   | ۱۰ کیلومتر (۶٫۲ مایل)  | حلقه‌ای: آرام مرکزی جزئی: استرالیا، آمریکای شمالی | [a]      |
| ۱۱ ژوئن ۲۰۸۶    | ۱۱:۰۷:۱۴                   | ۱۴۸        | کامل              | ۱٫۰۱۷ | ۱ دقیقه ۴۸ ثانیه   | ۲۳°۱۲′جنوبی ۱۲°۳۰′شرقی / ۲۳٫۲°جنوبی ۱۲٫۵°شرقی   | ۸۶ کیلومتر (۵۳ مایل)   | کامل: نامیبیا، بوتسوانا، آفریقای جنوبی جزئی: آمریکای جنوبی، آفریقا | [a]      |
| ۶ دسامبر ۲۰۸۶   | ۰۵:۳۸:۵۵                   | ۱۵۳        | جزئی              | ۰٫۹۲۷ | —                  | ۶۷°۲۴′شمالی ۹۶°۱۲′شرقی / ۶۷٫۴°شمالی ۹۶٫۲°شرقی   | —                      | جزئی: آسیا | [a]      |
| ۲ مه ۲۰۸۷       | ۱۸:۰۴:۴۲                   | ۱۲۰        | جزئی              | ۰٫۸۰۱ | —                  | ۷۰°۱۸′شمالی ۱۲۷°۳۶′شرقی / ۷۰٫۳°شمالی ۱۲۷٫۶°شرقی | —                      | جزئی: شمال اروپا، شمال آسیا، آمریکای شمالی | [a]      |
| ۱ ژوئن ۲۰۸۷     | ۰۱:۲۷:۱۴                   | ۱۵۸        | جزئی              | ۰٫۲۱۵ | —                  | ۶۷°۴۸′جنوبی ۱۶۵°۲۴′شرقی / ۶۷٫۸°جنوبی ۱۶۵٫۴°شرقی | —                      | جزئی: زلاندنو | [a]      |
| ۲۶ اکتبر ۲۰۸۷   | ۱۱:۴۶:۵۷                   | ۱۲۵        | جزئی              | ۰٫۴۷۰ | —                  | ۷۱°۰۰′جنوبی ۱۳۰°۳۰′غربی / ۷۱٫۰°جنوبی ۱۳۰٫۵°غربی | —                      | جزئی: آمریکای جنوبی، جنوبگان | [a]      |
| ۲۱ آوریل ۲۰۸۸   | ۱۰:۳۱:۴۹                   | ۱۳۰        | کامل              | ۱٫۰۴۷ | ۳ دقیقه ۵۸ ثانیه   | ۳۶°۰۰′شمالی ۱۵°۰۶′شرقی / ۳۶٫۰°شمالی ۱۵٫۱°شرقی   | ۱۷۳ کیلومتر (۱۰۷ مایل) | کامل: موریتانی، صحرای غربی، مالی، الجزایر، تونس، یونان، ترکیه، روسیه، قزاقستان، چین جزئی: آمریکای شمالی، آفریقا، اروپا، آسیا | [a]      |
| ۱۴ اکتبر ۲۰۸۸   | ۱۴:۴۸:۰۵                   | ۱۳۵        | حلقه‌ای            | ۰٫۹۷۳ | ۲ دقیقه ۳۸ ثانیه   | ۳۹°۴۲′جنوبی ۵۶°۰۰′غربی / ۳۹٫۷°جنوبی ۵۶٫۰°غربی   | ۱۱۵ کیلومتر (۷۱ مایل)  | حلقه‌ای: شیلی، آرژانتین جزئی: آمریکای جنوبی، جنوبگان، آفریقا | [a]      |
| ۱۰ آوریل ۲۰۸۹   | ۲۲:۴۴:۴۲                   | ۱۴۰        | حلقه‌ای            | ۰٫۹۹۲ | ۰ دقیقه ۵۳ ثانیه   | ۱۰°۱۲′جنوبی ۱۵۴°۴۸′غربی / ۱۰٫۲°جنوبی ۱۵۴٫۸°غربی | ۳۰ کیلومتر (۱۹ مایل)   | حلقه‌ای: استرالیا، آرام مرکزی جزئی: جنوبگان، آمریکای شمالی | [a]      |
| ۴ اکتبر ۲۰۸۹    | ۰۱:۱۵:۲۳                   | ۱۴۵        | کامل              | ۱٫۰۳۳ | ۳ دقیقه ۱۴ ثانیه   | ۷°۲۴′شمالی ۱۶۲°۴۸′شرقی / ۷٫۴°شمالی ۱۶۲٫۸°شرقی   | ۱۱۵ کیلومتر (۷۱ مایل)  | کامل: چین، اقیانوس آرام مرکزی جزئی: آسیا، استرالیا | [a]      |
| ۳۱ مارس ۲۰۹۰    | ۰۳:۳۸:۰۸                   | ۱۵۰        | جزئی              | ۰٫۷۸۴ | —                  | ۷۲°۰۶′جنوبی ۱۵۶°۱۸′غربی / ۷۲٫۱°جنوبی ۱۵۶٫۳°غربی | —                      | جزئی: جنوبگان، استرالیا، زلاندنو | [a]      |
| ۲۳ سپتامبر ۲۰۹۰ | ۱۶:۵۶:۳۶                   | ۱۵۵        | کامل              | ۱٫۰۵۶ | ۳ دقیقه ۳۶ ثانیه   | ۶۰°۴۲′شمالی ۴۰°۳۰′غربی / ۶۰٫۷°شمالی ۴۰٫۵°غربی   | ۴۶۳ کیلومتر (۲۸۸ مایل) | کامل: کانادا، گرینلند، انگلستان، فرانسه جزئی: آمریکای شمالی، اروپا، آفریقا، شمال آسیا | [a]      |
| ۱۸ فوریه ۲۰۹۱   | ۰۹:۵۴:۴۰                   | ۱۲۲        | جزئی              | ۰٫۶۵۶ | —                  | ۷۱°۱۲′شمالی ۱۷°۴۸′غربی / ۷۱٫۲°شمالی ۱۷٫۸°غربی   | —                      | Partal: آفریقای شمالی، اروپا، آسیا | [a]      |
| ۱۵ اوت ۲۰۹۱     | ۰۰:۳۴:۴۳                   | ۱۲۷        | کامل              | ۱٫۰۲۲ | ۱ دقیقه ۳۸ ثانیه   | ۵۵°۳۶′جنوبی ۱۵۰°۳۰′شرقی / ۵۵٫۶°جنوبی ۱۵۰٫۵°شرقی | ۲۳۶ کیلومتر (۱۴۷ مایل) | کامل: جنوب اقیانوس منجمد جنوبی، نزدیک جنوبگان جزئی: استرالیا، جنوبگان، زلاندنو | [a]      |
| ۷ فوریه ۲۰۹۲    | ۱۵:۱۰:۲۰                   | ۱۳۲        | حلقه‌ای            | ۰٫۹۸۴ | ۱ دقیقه ۴۸ ثانیه   | ۹°۵۴′شمالی ۴۸°۴۲′غربی / ۹٫۹°شمالی ۴۸٫۷°غربی     | ۶۲ کیلومتر (۳۹ مایل)   | حلقه‌ای: پاناما، کلمبیا، ونزوئلا، گویان، مراکش، الجزایر جزئی: قاره آمریکا، اروپا، آفریقا | [a]      |
| ۳ اوت ۲۰۹۲      | ۰۹:۵۹:۳۳                   | ۱۳۷        | حلقه‌ای            | ۰٫۹۷۹ | ۲ دقیقه ۳۱ ثانیه   | ۵°۳۶′شمالی ۳۰°۱۸′شرقی / ۵٫۶°شمالی ۳۰٫۳°شرقی     | ۷۵ کیلومتر (۴۷ مایل)   | حلقه‌ای: لیبریا، ساحل عاج، غنا، توگو، بنین، نیجریه، کامرون، چاد، جمهوری آفریقای مرکزی، سودان، کنیا، سومالی جزئی: آفریقا | [a]      |
| ۲۷ ژانویه ۲۰۹۳  | ۰۳:۲۲:۱۶                   | ۱۴۲        | کامل              | ۱٫۰۳۴ | ۲ دقیقه ۵۸ ثانیه   | ۳۴°۰۶′جنوبی ۱۳۶°۲۴′شرقی / ۳۴٫۱°جنوبی ۱۳۶٫۴°شرقی | ۱۱۹ کیلومتر (۷۴ مایل)  | کامل: استرالیا جزئی: استرالیا، جنوبگان، زلاندنو | [a]      |
| ۲۳ ژوئیه ۲۰۹۳   | ۱۲:۳۲:۰۴                   | ۱۴۷        | حلقه‌ای            | ۰٫۹۴۶ | ۵ دقیقه ۱۱ ثانیه   | ۵۴°۳۶′شمالی ۱°۱۸′شرقی / ۵۴٫۶°شمالی ۱٫۳°شرقی     | ۲۴۱ کیلومتر (۱۵۰ مایل) | حلقه‌ای: ایالات متحده، کانادا، اروپای مرکزی، ترکیه، عراق، ایران، افغانستان، پاکستان جزئی: قاره آمریکا، اروپا، آفریقا، آسیا | [a]      |
| ۱۶ ژانویه ۲۰۹۴  | ۱۸:۵۹:۰۳                   | ۱۵۲        | کامل              | ۱٫۰۳۴ | ۱ دقیقه ۱۵ ثانیه   | ۸۴°۴۸′جنوبی ۱۰°۳۶′غربی / ۸۴٫۸°جنوبی ۱۰٫۶°غربی   | ۳۲۹ کیلومتر (۲۰۴ مایل) | کامل: جنوبگان جزئی: آمریکای جنوبی، جنوبگان، زلاندنو | [a]      |
| ۱۳ ژوئن ۲۰۹۴    | ۰۰:۲۲:۱۱                   | ۱۱۹        | جزئی              | ۰٫۱۶۲ | —                  | ۶۵°۱۸′جنوبی ۱۶۳°۳۶′غربی / ۶۵٫۳°جنوبی ۱۶۳٫۶°غربی | —                      | جزئی: جنوب اقیانوس منجمد جنوبی، نزدیک جنوبگان | [a]      |
| ۱۲ ژوئیه ۲۰۹۴   | ۱۳:۲۴:۳۵                   | ۱۵۷        | جزئی              | ۰٫۴۲۲ | —                  | ۶۸°۰۰′شمالی ۱۵۲°۴۸′شرقی / ۶۸٫۰°شمالی ۱۵۲٫۸°شرقی | —                      | جزئی: آمریکای شمالی، آسیا | [a]      |
| ۷ دسامبر ۲۰۹۴   | ۲۰:۰۵:۵۶                   | ۱۲۴        | جزئی              | ۰٫۷۰۵ | —                  | ۶۴°۴۲′شمالی ۹۵°۰۰′غربی / ۶۴٫۷°شمالی ۹۵٫۰°غربی   | —                      | جزئی: آمریکای شمالی | [a]      |
| ۲ ژوئن ۲۰۹۵     | ۱۰:۰۷:۴۰                   | ۱۲۹        | کامل              | ۱٫۰۳۳ | ۳ دقیقه ۱۸ ثانیه   | ۱۶°۴۲′جنوبی ۳۷°۱۲′شرقی / ۱۶٫۷°جنوبی ۳۷٫۲°شرقی   | ۱۴۵ کیلومتر (۹۰ مایل)  | کامل: نامیبیا، آفریقای جنوبی، بوتسوانا، زامبیا، موزامبیک، ماداگاسکار جزئی: آفریقا | [a]      |
| ۲۷ نوامبر ۲۰۹۵  | ۰۱:۰۲:۵۷                   | ۱۳۴        | حلقه‌ای            | ۰٫۹۳۳ | ۸ دقیقه ۴۷ ثانیه   | ۷°۱۲′شمالی ۱۶۹°۴۸′شرقی / ۷٫۲°شمالی ۱۶۹٫۸°شرقی   | ۲۸۵ کیلومتر (۱۷۷ مایل) | حلقه‌ای: چین، کره، ژاپن، آرام مرکزی جزئی: آسیا، استرالیا | [a]      |
| ۲۲ مه ۲۰۹۶      | ۰۱:۳۷:۱۴                   | ۱۳۹        | کامل              | ۱٫۰۷۴ | ۶ دقیقه ۷ ثانیه    | ۲۷°۱۸′شمالی ۱۵۳°۲۴′شرقی / ۲۷٫۳°شمالی ۱۵۳٫۴°شرقی | ۲۴۱ کیلومتر (۱۵۰ مایل) | کامل: اندونزی، اقیانوس آرام مرکزی، فیلیپین جزئی: آسیا، استرالیا، آمریکای شمالی | [a]      |
| ۱۵ نوامبر ۲۰۹۶  | ۰۰:۳۶:۱۵                   | ۱۴۴        | حلقه‌ای            | ۰٫۹۲۴ | ۸ دقیقه ۵۳ ثانیه   | ۲۹°۴۲′جنوبی ۱۶۳°۱۸′شرقی / ۲۹٫۷°جنوبی ۱۶۳٫۳°شرقی | ۲۹۴ کیلومتر (۱۸۳ مایل) | حلقه‌ای: مالزی، اندونزی، گینه نو، استرالیا، زلاندنو جزئی: جنوبگان | [a]      |
| ۱۱ مه ۲۰۹۷      | ۱۸:۳۴:۳۱                   | ۱۴۹        | کامل              | ۱٫۰۵۴ | ۳ دقیقه ۱۰ ثانیه   | ۶۷°۲۴′شمالی ۱۴۹°۳۰′غربی / ۶۷٫۴°شمالی ۱۴۹٫۵°غربی | ۳۳۹ کیلومتر (۲۱۱ مایل) | کامل: آلاسکا، روسیه جزئی: آسیا، آمریکای شمالی، اروپای شمالی | [a]      |
| ۴ نوامبر ۲۰۹۷   | ۰۲:۰۱:۲۵                   | ۱۵۴        | حلقه‌ای            | ۰٫۹۴۹ | ۳ دقیقه ۳۶ ثانیه   | ۶۵°۴۸′جنوبی ۸۶°۴۸′شرقی / ۶۵٫۸°جنوبی ۸۶٫۸°شرقی   | ۴۱۱ کیلومتر (۲۵۵ مایل) | حلقه‌ای: جنوبگان جزئی: استرالیا | [a]      |
| ۱ آوریل ۲۰۹۸    | ۲۰:۰۲:۳۱                   | ۱۲۱        | جزئی              | ۰٫۷۹۸ | —                  | ۶۱°۰۰′جنوبی ۳۸°۰۶′غربی / ۶۱٫۰°جنوبی ۳۸٫۱°غربی   | —                      | جزئی: جنوبگان، آمریکای جنوبی | [a]      |
| ۲۵ سپتامبر ۲۰۹۸ | ۰۰:۳۱:۱۶                   | ۱۲۶        | جزئی              | ۰٫۷۸۷ | —                  | ۶۱°۰۶′شمالی ۱۰۱°۰۰′غربی / ۶۱٫۱°شمالی ۱۰۱٫۰°غربی | —                      | جزئی: آسیا، آمریکای شمالی | [a]      |
| ۲۴ اکتبر ۲۰۹۸   | ۱۰:۳۶:۱۱                   | ۱۶۴        | جزئی              | ۰٫۰۰۶ | —                  | ۶۱°۴۸′جنوبی ۹۵°۳۰′غربی / ۶۱٫۸°جنوبی ۹۵٫۵°غربی   | —                      | جزئی: جنوب اقیانوس منجمد جنوبی، نزدیک جنوبگان | [a]      |
| ۲۱ مارس ۲۰۹۹    | ۲۲:۵۴:۳۲                   | ۱۳۱        | حلقه‌ای            | ۰٫۹۳۲ | ۷ دقیقه ۳۲ ثانیه   | ۲۰°۰۰′جنوبی ۱۴۹°۰۰′غربی / ۲۰٫۰°جنوبی ۱۴۹٫۰°غربی | ۲۷۵ کیلومتر (۱۷۱ مایل) | حلقه‌ای: آرام مرکزی جزئی: استرالیا، زلاندنو، جنوبگان، آمریکای شمالی | [a]      |
| ۱۴ سپتامبر ۲۰۹۹ | ۱۶:۵۷:۵۳                   | ۱۳۶        | کامل              | ۱٫۰۶۸ | ۴ دقیقه ۱۸ ثانیه   | ۲۳°۲۴′شمالی ۶۲°۴۸′غربی / ۲۳٫۴°شمالی ۶۲٫۸°غربی   | ۲۴۱ کیلومتر (۱۵۰ مایل) | کامل: کانادا، ایالات متحده، اطلس مرکزی جزئی: قاره آمریکا، آفریقا | [a]      |
| ۱۰ مارس ۲۱۰۰    | ۲۲:۲۸:۱۱                   | ۱۴۱        | حلقه‌ای            | ۰٫۹۳۴ | ۷ دقیقه ۲۹ ثانیه   | ۱۲°۰۰′شمالی ۱۶۲°۲۴′غربی / ۱۲٫۰°شمالی ۱۶۲٫۴°غربی | ۲۵۷ کیلومتر (۱۶۰ مایل) | حلقه‌ای: آرام مرکزی، هاوایی، شمال‌غربی ایالات متحده آمریکا جزئی: استرالیا، آمریکای شمالی | [a]      |
| ۴ سپتامبر ۲۱۰۰  | ۰۸:۴۹:۲۰                   | ۱۴۶        | کامل              | ۱٫۰۴۰ | ۳ دقیقه ۳۲ ثانیه   | ۱۰°۳۰′جنوبی ۳۹°۰۰′شرقی / ۱۰٫۵°جنوبی ۳۹٫۰°شرقی   | ۱۴۲ کیلومتر (۸۸ مایل)  | کامل: آفریقای مرکزی، ماداگاسکار جزئی: آفریقا، جنوبگان | [a]      |